# Liliaceae
Las liliáceas (nombre científico Liliaceae Juss.) son una familia de plantas monocotiledóneas perennes, herbáceas, con frecuencia bulbosas, que pueden ser reconocidas por sus flores bastante grandes con un perigonio formado por seis tépalos libres, frecuentemente coloreados y con manchas, seis estambres extrorsos y un ovario súpero, tricarpelar y trilocular. Se hallan ampliamente distribuidas por todo el mundo, principalmente en regiones templadas del hemisferio norte.

## Antecedentes históricos
La familia Liliaceae fue concebida por Antoine Laurent de Jussieu en 1789 y su definición era muy amplia y artificial: todas las especies de plantas con 6 tépalos y gineceo de ovario súpero eran incluidas en esta familia. En un momento llegó a abarcar cerca de 300 géneros y 4500 especies y se incluían dentro del gran orden Liliales en las clasificaciones de Arthur Cronquist o de Robert F. Thorne como las monocotiledóneas petaloideas, un "grupo" caracterizado por flores con tépalos vistosos y sin almidón en el endosperma.
Arthur Cronquist ubicó a la mayoría de las monocotiledóneas petaloideas con flores de seis estambres en un muy amplio Liliaceae. Mientras que, en otros tratamientos, se han dividido las monocotiledóneas petaloideas con seis estambres en Liliaceae, incluyendo especies con un ovario súpero, y Amaryllidaceae, que incluye a las especies con ovario ínfero (Lawrence 1951).
No obstante, con el tiempo se llegó a reconocer que, definida de esa forma, la familia Liliaceae incluía un vasto y heterogéneo repertorio de géneros que no estaban relacionados filogenéticamente. Existieron varias propuestas para separar grupos pequeños de géneros en familias más homogéneas, pero ninguna de ellas fue ampliamente aceptada. En la década de 1980, en el contexto de una revisión general de la clasificación de las angiospermas, las liliáceas fueron sometidas a un escrutinio más intenso. Hacia fines de esa década, los Jardines Botánicos de Kew, el Museo Británico de Ciencias Naturales y los Jardines Botánicos de Edimburgo formaron un comité para examinar la posibilidad de separar a las liliáceas en subgrupos más homogéneos, al menos para la organización de sus herbarios. El comité recomendó que se utilicen 24 nuevas familias en lugar de la vieja y ampliamente definida Liliaceae.
En las últimas dos décadas los estudios de ADN y los datos morfológicos (particularmente aquellos relacionados con la morfología reproductiva) sumados a los análisis filogenéticos, han permitido concluir que las "monocotiledóneas petaloideas" en realidad no pertenecen a una misma familia botánica, sino que se distribuyen en dos órdenes diferentes: Asparagales y Liliales. La monofilia de estos órdenes está sustentada por análisis cladísticos basados en morfología, ADNr 18S, y muchas otras secuencias de ADN.
Tales estudios, sumados a los análisis realizados dentro de cada uno de los órdenes han permitido reagrupar a los géneros previamente incluidos dentro de Liliaceae en una gran cantidad de familias, como se muestra a continuación a través de los cladogramas para las Asparagales y Liliales:
|  | Hemerocallidaceae (tradicionalmente ubicado en Liliaceae) |
|  |                                                           |
|  | Xanthorrhoeaceae (tradicionalmente ubicado en Liliaceae)  |
|  |                                                           |
|  | Asphodelaceae (tradicionalmente ubicado en Liliaceae)     |
|  |                                                           |

|  | Agapanthaceae (tradicionalmente ubicado en Liliaceae) |
|  |                                                       |
|  | Alliaceae (tradicionalmente ubicado en Liliaceae)     |
|  |                                                       |
|  | Amaryllidaceae                                        |
|  |                                                       |

|  | Laxmanniaceae (tradicionalmente ubicado en Liliaceae)                                                                                      |
|  | |
|  | \| \| Asparagaceae (tradicionalmente ubicado en Liliaceae) \| \| \| \| \| \| Ruscaceae (tradicionalmente ubicado en Liliaceae) \| \| \| \| |
|  | |
|  | Asparagaceae (tradicionalmente ubicado en Liliaceae)                                                                                       |
|  | |
|  | Ruscaceae (tradicionalmente ubicado en Liliaceae)                                                                                          |
|  | |

|  | Asparagaceae (tradicionalmente ubicado en Liliaceae) |
|  |                                                      |
|  | Ruscaceae (tradicionalmente ubicado en Liliaceae)    |
|  |                                                      |

|  | \| \| Themidaceae (tradicionalmente ubicado en Liliaceae) \| \| \| \| \| \| Hyacinthaceae (tradicionalmente ubicado en Liliaceae) \| \| \| \| |
|  | |
|  | Agavaceae (tradicionalmente ubicado en Amaryllidaceae o Liliaceae)                                                                            |
|  | |
|  | Themidaceae (tradicionalmente ubicado en Liliaceae)                                                                                           |
|  | |
|  | Hyacinthaceae (tradicionalmente ubicado en Liliaceae)                                                                                         |
|  | |

|  | Themidaceae (tradicionalmente ubicado en Liliaceae)   |
|  |                                                       |
|  | Hyacinthaceae (tradicionalmente ubicado en Liliaceae) |
|  |                                                       |

|  | Laxmanniaceae (tradicionalmente ubicado en Liliaceae)                                                                                      |
|  | |
|  | \| \| Asparagaceae (tradicionalmente ubicado en Liliaceae) \| \| \| \| \| \| Ruscaceae (tradicionalmente ubicado en Liliaceae) \| \| \| \| |
|  | |
|  | Asparagaceae (tradicionalmente ubicado en Liliaceae)                                                                                       |
|  | |
|  | Ruscaceae (tradicionalmente ubicado en Liliaceae)                                                                                          |
|  | |

|  | Asparagaceae (tradicionalmente ubicado en Liliaceae) |
|  |                                                      |
|  | Ruscaceae (tradicionalmente ubicado en Liliaceae)    |
|  |                                                      |

|  | \| \| Themidaceae (tradicionalmente ubicado en Liliaceae) \| \| \| \| \| \| Hyacinthaceae (tradicionalmente ubicado en Liliaceae) \| \| \| \| |
|  | |
|  | Agavaceae (tradicionalmente ubicado en Amaryllidaceae o Liliaceae)                                                                            |
|  | |
|  | Themidaceae (tradicionalmente ubicado en Liliaceae)                                                                                           |
|  | |
|  | Hyacinthaceae (tradicionalmente ubicado en Liliaceae)                                                                                         |
|  | |

|  | Themidaceae (tradicionalmente ubicado en Liliaceae)   |
|  |                                                       |
|  | Hyacinthaceae (tradicionalmente ubicado en Liliaceae) |
|  |                                                       |

|  | Agapanthaceae (tradicionalmente ubicado en Liliaceae) |
|  |                                                       |
|  | Alliaceae (tradicionalmente ubicado en Liliaceae)     |
|  |                                                       |
|  | Amaryllidaceae                                        |
|  |                                                       |

|  | Laxmanniaceae (tradicionalmente ubicado en Liliaceae)                                                                                      |
|  | |
|  | \| \| Asparagaceae (tradicionalmente ubicado en Liliaceae) \| \| \| \| \| \| Ruscaceae (tradicionalmente ubicado en Liliaceae) \| \| \| \| |
|  | |
|  | Asparagaceae (tradicionalmente ubicado en Liliaceae)                                                                                       |
|  | |
|  | Ruscaceae (tradicionalmente ubicado en Liliaceae)                                                                                          |
|  | |

|  | Asparagaceae (tradicionalmente ubicado en Liliaceae) |
|  |                                                      |
|  | Ruscaceae (tradicionalmente ubicado en Liliaceae)    |
|  |                                                      |

|  | \| \| Themidaceae (tradicionalmente ubicado en Liliaceae) \| \| \| \| \| \| Hyacinthaceae (tradicionalmente ubicado en Liliaceae) \| \| \| \| |
|  | |
|  | Agavaceae (tradicionalmente ubicado en Amaryllidaceae o Liliaceae)                                                                            |
|  | |
|  | Themidaceae (tradicionalmente ubicado en Liliaceae)                                                                                           |
|  | |
|  | Hyacinthaceae (tradicionalmente ubicado en Liliaceae)                                                                                         |
|  | |

|  | Themidaceae (tradicionalmente ubicado en Liliaceae)   |
|  |                                                       |
|  | Hyacinthaceae (tradicionalmente ubicado en Liliaceae) |
|  |                                                       |

|  | Laxmanniaceae (tradicionalmente ubicado en Liliaceae)                                                                                      |
|  | |
|  | \| \| Asparagaceae (tradicionalmente ubicado en Liliaceae) \| \| \| \| \| \| Ruscaceae (tradicionalmente ubicado en Liliaceae) \| \| \| \| |
|  | |
|  | Asparagaceae (tradicionalmente ubicado en Liliaceae)                                                                                       |
|  | |
|  | Ruscaceae (tradicionalmente ubicado en Liliaceae)                                                                                          |
|  | |

|  | Asparagaceae (tradicionalmente ubicado en Liliaceae) |
|  |                                                      |
|  | Ruscaceae (tradicionalmente ubicado en Liliaceae)    |
|  |                                                      |

|  | \| \| Themidaceae (tradicionalmente ubicado en Liliaceae) \| \| \| \| \| \| Hyacinthaceae (tradicionalmente ubicado en Liliaceae) \| \| \| \| |
|  | |
|  | Agavaceae (tradicionalmente ubicado en Amaryllidaceae o Liliaceae)                                                                            |
|  | |
|  | Themidaceae (tradicionalmente ubicado en Liliaceae)                                                                                           |
|  | |
|  | Hyacinthaceae (tradicionalmente ubicado en Liliaceae)                                                                                         |
|  | |

|  | Themidaceae (tradicionalmente ubicado en Liliaceae)   |
|  |                                                       |
|  | Hyacinthaceae (tradicionalmente ubicado en Liliaceae) |
|  |                                                       |

|  | Hemerocallidaceae (tradicionalmente ubicado en Liliaceae) |
|  |                                                           |
|  | Xanthorrhoeaceae (tradicionalmente ubicado en Liliaceae)  |
|  |                                                           |
|  | Asphodelaceae (tradicionalmente ubicado en Liliaceae)     |
|  |                                                           |

|  | Agapanthaceae (tradicionalmente ubicado en Liliaceae) |
|  |                                                       |
|  | Alliaceae (tradicionalmente ubicado en Liliaceae)     |
|  |                                                       |
|  | Amaryllidaceae                                        |
|  |                                                       |

|  | Laxmanniaceae (tradicionalmente ubicado en Liliaceae)                                                                                      |
|  | |
|  | \| \| Asparagaceae (tradicionalmente ubicado en Liliaceae) \| \| \| \| \| \| Ruscaceae (tradicionalmente ubicado en Liliaceae) \| \| \| \| |
|  | |
|  | Asparagaceae (tradicionalmente ubicado en Liliaceae)                                                                                       |
|  | |
|  | Ruscaceae (tradicionalmente ubicado en Liliaceae)                                                                                          |
|  | |

|  | Asparagaceae (tradicionalmente ubicado en Liliaceae) |
|  |                                                      |
|  | Ruscaceae (tradicionalmente ubicado en Liliaceae)    |
|  |                                                      |

|  | \| \| Themidaceae (tradicionalmente ubicado en Liliaceae) \| \| \| \| \| \| Hyacinthaceae (tradicionalmente ubicado en Liliaceae) \| \| \| \| |
|  | |
|  | Agavaceae (tradicionalmente ubicado en Amaryllidaceae o Liliaceae)                                                                            |
|  | |
|  | Themidaceae (tradicionalmente ubicado en Liliaceae)                                                                                           |
|  | |
|  | Hyacinthaceae (tradicionalmente ubicado en Liliaceae)                                                                                         |
|  | |

|  | Themidaceae (tradicionalmente ubicado en Liliaceae)   |
|  |                                                       |
|  | Hyacinthaceae (tradicionalmente ubicado en Liliaceae) |
|  |                                                       |

|  | Laxmanniaceae (tradicionalmente ubicado en Liliaceae)                                                                                      |
|  | |
|  | \| \| Asparagaceae (tradicionalmente ubicado en Liliaceae) \| \| \| \| \| \| Ruscaceae (tradicionalmente ubicado en Liliaceae) \| \| \| \| |
|  | |
|  | Asparagaceae (tradicionalmente ubicado en Liliaceae)                                                                                       |
|  | |
|  | Ruscaceae (tradicionalmente ubicado en Liliaceae)                                                                                          |
|  | |

|  | Asparagaceae (tradicionalmente ubicado en Liliaceae) |
|  |                                                      |
|  | Ruscaceae (tradicionalmente ubicado en Liliaceae)    |
|  |                                                      |

|  | \| \| Themidaceae (tradicionalmente ubicado en Liliaceae) \| \| \| \| \| \| Hyacinthaceae (tradicionalmente ubicado en Liliaceae) \| \| \| \| |
|  | |
|  | Agavaceae (tradicionalmente ubicado en Amaryllidaceae o Liliaceae)                                                                            |
|  | |
|  | Themidaceae (tradicionalmente ubicado en Liliaceae)                                                                                           |
|  | |
|  | Hyacinthaceae (tradicionalmente ubicado en Liliaceae)                                                                                         |
|  | |

|  | Themidaceae (tradicionalmente ubicado en Liliaceae)   |
|  |                                                       |
|  | Hyacinthaceae (tradicionalmente ubicado en Liliaceae) |
|  |                                                       |

|  | Agapanthaceae (tradicionalmente ubicado en Liliaceae) |
|  |                                                       |
|  | Alliaceae (tradicionalmente ubicado en Liliaceae)     |
|  |                                                       |
|  | Amaryllidaceae                                        |
|  |                                                       |

|  | Laxmanniaceae (tradicionalmente ubicado en Liliaceae)                                                                                      |
|  | |
|  | \| \| Asparagaceae (tradicionalmente ubicado en Liliaceae) \| \| \| \| \| \| Ruscaceae (tradicionalmente ubicado en Liliaceae) \| \| \| \| |
|  | |
|  | Asparagaceae (tradicionalmente ubicado en Liliaceae)                                                                                       |
|  | |
|  | Ruscaceae (tradicionalmente ubicado en Liliaceae)                                                                                          |
|  | |

|  | Asparagaceae (tradicionalmente ubicado en Liliaceae) |
|  |                                                      |
|  | Ruscaceae (tradicionalmente ubicado en Liliaceae)    |
|  |                                                      |

|  | \| \| Themidaceae (tradicionalmente ubicado en Liliaceae) \| \| \| \| \| \| Hyacinthaceae (tradicionalmente ubicado en Liliaceae) \| \| \| \| |
|  | |
|  | Agavaceae (tradicionalmente ubicado en Amaryllidaceae o Liliaceae)                                                                            |
|  | |
|  | Themidaceae (tradicionalmente ubicado en Liliaceae)                                                                                           |
|  | |
|  | Hyacinthaceae (tradicionalmente ubicado en Liliaceae)                                                                                         |
|  | |

|  | Themidaceae (tradicionalmente ubicado en Liliaceae)   |
|  |                                                       |
|  | Hyacinthaceae (tradicionalmente ubicado en Liliaceae) |
|  |                                                       |

|  | Laxmanniaceae (tradicionalmente ubicado en Liliaceae)                                                                                      |
|  | |
|  | \| \| Asparagaceae (tradicionalmente ubicado en Liliaceae) \| \| \| \| \| \| Ruscaceae (tradicionalmente ubicado en Liliaceae) \| \| \| \| |
|  | |
|  | Asparagaceae (tradicionalmente ubicado en Liliaceae)                                                                                       |
|  | |
|  | Ruscaceae (tradicionalmente ubicado en Liliaceae)                                                                                          |
|  | |

|  | Asparagaceae (tradicionalmente ubicado en Liliaceae) |
|  |                                                      |
|  | Ruscaceae (tradicionalmente ubicado en Liliaceae)    |
|  |                                                      |

|  | \| \| Themidaceae (tradicionalmente ubicado en Liliaceae) \| \| \| \| \| \| Hyacinthaceae (tradicionalmente ubicado en Liliaceae) \| \| \| \| |
|  | |
|  | Agavaceae (tradicionalmente ubicado en Amaryllidaceae o Liliaceae)                                                                            |
|  | |
|  | Themidaceae (tradicionalmente ubicado en Liliaceae)                                                                                           |
|  | |
|  | Hyacinthaceae (tradicionalmente ubicado en Liliaceae)                                                                                         |
|  | |

|  | Themidaceae (tradicionalmente ubicado en Liliaceae)   |
|  |                                                       |
|  | Hyacinthaceae (tradicionalmente ubicado en Liliaceae) |
|  |                                                       |

|  | Hemerocallidaceae (tradicionalmente ubicado en Liliaceae) |
|  |                                                           |
|  | Xanthorrhoeaceae (tradicionalmente ubicado en Liliaceae)  |
|  |                                                           |
|  | Asphodelaceae (tradicionalmente ubicado en Liliaceae)     |
|  |                                                           |

|  | Agapanthaceae (tradicionalmente ubicado en Liliaceae) |
|  |                                                       |
|  | Alliaceae (tradicionalmente ubicado en Liliaceae)     |
|  |                                                       |
|  | Amaryllidaceae                                        |
|  |                                                       |

|  | Laxmanniaceae (tradicionalmente ubicado en Liliaceae)                                                                                      |
|  | |
|  | \| \| Asparagaceae (tradicionalmente ubicado en Liliaceae) \| \| \| \| \| \| Ruscaceae (tradicionalmente ubicado en Liliaceae) \| \| \| \| |
|  | |
|  | Asparagaceae (tradicionalmente ubicado en Liliaceae)                                                                                       |
|  | |
|  | Ruscaceae (tradicionalmente ubicado en Liliaceae)                                                                                          |
|  | |

|  | Asparagaceae (tradicionalmente ubicado en Liliaceae) |
|  |                                                      |
|  | Ruscaceae (tradicionalmente ubicado en Liliaceae)    |
|  |                                                      |

|  | \| \| Themidaceae (tradicionalmente ubicado en Liliaceae) \| \| \| \| \| \| Hyacinthaceae (tradicionalmente ubicado en Liliaceae) \| \| \| \| |
|  | |
|  | Agavaceae (tradicionalmente ubicado en Amaryllidaceae o Liliaceae)                                                                            |
|  | |
|  | Themidaceae (tradicionalmente ubicado en Liliaceae)                                                                                           |
|  | |
|  | Hyacinthaceae (tradicionalmente ubicado en Liliaceae)                                                                                         |
|  | |

|  | Themidaceae (tradicionalmente ubicado en Liliaceae)   |
|  |                                                       |
|  | Hyacinthaceae (tradicionalmente ubicado en Liliaceae) |
|  |                                                       |

|  | Laxmanniaceae (tradicionalmente ubicado en Liliaceae)                                                                                      |
|  | |
|  | \| \| Asparagaceae (tradicionalmente ubicado en Liliaceae) \| \| \| \| \| \| Ruscaceae (tradicionalmente ubicado en Liliaceae) \| \| \| \| |
|  | |
|  | Asparagaceae (tradicionalmente ubicado en Liliaceae)                                                                                       |
|  | |
|  | Ruscaceae (tradicionalmente ubicado en Liliaceae)                                                                                          |
|  | |

|  | Asparagaceae (tradicionalmente ubicado en Liliaceae) |
|  |                                                      |
|  | Ruscaceae (tradicionalmente ubicado en Liliaceae)    |
|  |                                                      |

|  | \| \| Themidaceae (tradicionalmente ubicado en Liliaceae) \| \| \| \| \| \| Hyacinthaceae (tradicionalmente ubicado en Liliaceae) \| \| \| \| |
|  | |
|  | Agavaceae (tradicionalmente ubicado en Amaryllidaceae o Liliaceae)                                                                            |
|  | |
|  | Themidaceae (tradicionalmente ubicado en Liliaceae)                                                                                           |
|  | |
|  | Hyacinthaceae (tradicionalmente ubicado en Liliaceae)                                                                                         |
|  | |

|  | Themidaceae (tradicionalmente ubicado en Liliaceae)   |
|  |                                                       |
|  | Hyacinthaceae (tradicionalmente ubicado en Liliaceae) |
|  |                                                       |

|  | Agapanthaceae (tradicionalmente ubicado en Liliaceae) |
|  |                                                       |
|  | Alliaceae (tradicionalmente ubicado en Liliaceae)     |
|  |                                                       |
|  | Amaryllidaceae                                        |
|  |                                                       |

|  | Laxmanniaceae (tradicionalmente ubicado en Liliaceae)                                                                                      |
|  | |
|  | \| \| Asparagaceae (tradicionalmente ubicado en Liliaceae) \| \| \| \| \| \| Ruscaceae (tradicionalmente ubicado en Liliaceae) \| \| \| \| |
|  | |
|  | Asparagaceae (tradicionalmente ubicado en Liliaceae)                                                                                       |
|  | |
|  | Ruscaceae (tradicionalmente ubicado en Liliaceae)                                                                                          |
|  | |

|  | Asparagaceae (tradicionalmente ubicado en Liliaceae) |
|  |                                                      |
|  | Ruscaceae (tradicionalmente ubicado en Liliaceae)    |
|  |                                                      |

|  | \| \| Themidaceae (tradicionalmente ubicado en Liliaceae) \| \| \| \| \| \| Hyacinthaceae (tradicionalmente ubicado en Liliaceae) \| \| \| \| |
|  | |
|  | Agavaceae (tradicionalmente ubicado en Amaryllidaceae o Liliaceae)                                                                            |
|  | |
|  | Themidaceae (tradicionalmente ubicado en Liliaceae)                                                                                           |
|  | |
|  | Hyacinthaceae (tradicionalmente ubicado en Liliaceae)                                                                                         |
|  | |

|  | Themidaceae (tradicionalmente ubicado en Liliaceae)   |
|  |                                                       |
|  | Hyacinthaceae (tradicionalmente ubicado en Liliaceae) |
|  |                                                       |

|  | Laxmanniaceae (tradicionalmente ubicado en Liliaceae)                                                                                      |
|  | |
|  | \| \| Asparagaceae (tradicionalmente ubicado en Liliaceae) \| \| \| \| \| \| Ruscaceae (tradicionalmente ubicado en Liliaceae) \| \| \| \| |
|  | |
|  | Asparagaceae (tradicionalmente ubicado en Liliaceae)                                                                                       |
|  | |
|  | Ruscaceae (tradicionalmente ubicado en Liliaceae)                                                                                          |
|  | |

|  | Asparagaceae (tradicionalmente ubicado en Liliaceae) |
|  |                                                      |
|  | Ruscaceae (tradicionalmente ubicado en Liliaceae)    |
|  |                                                      |

|  | \| \| Themidaceae (tradicionalmente ubicado en Liliaceae) \| \| \| \| \| \| Hyacinthaceae (tradicionalmente ubicado en Liliaceae) \| \| \| \| |
|  | |
|  | Agavaceae (tradicionalmente ubicado en Amaryllidaceae o Liliaceae)                                                                            |
|  | |
|  | Themidaceae (tradicionalmente ubicado en Liliaceae)                                                                                           |
|  | |
|  | Hyacinthaceae (tradicionalmente ubicado en Liliaceae)                                                                                         |
|  | |

|  | Themidaceae (tradicionalmente ubicado en Liliaceae)   |
|  |                                                       |
|  | Hyacinthaceae (tradicionalmente ubicado en Liliaceae) |
|  |                                                       |

|  | Hemerocallidaceae (tradicionalmente ubicado en Liliaceae) |
|  |                                                           |
|  | Xanthorrhoeaceae (tradicionalmente ubicado en Liliaceae)  |
|  |                                                           |
|  | Asphodelaceae (tradicionalmente ubicado en Liliaceae)     |
|  |                                                           |

|  | Agapanthaceae (tradicionalmente ubicado en Liliaceae) |
|  |                                                       |
|  | Alliaceae (tradicionalmente ubicado en Liliaceae)     |
|  |                                                       |
|  | Amaryllidaceae                                        |
|  |                                                       |

|  | Laxmanniaceae (tradicionalmente ubicado en Liliaceae)                                                                                      |
|  | |
|  | \| \| Asparagaceae (tradicionalmente ubicado en Liliaceae) \| \| \| \| \| \| Ruscaceae (tradicionalmente ubicado en Liliaceae) \| \| \| \| |
|  | |
|  | Asparagaceae (tradicionalmente ubicado en Liliaceae)                                                                                       |
|  | |
|  | Ruscaceae (tradicionalmente ubicado en Liliaceae)                                                                                          |
|  | |

|  | Asparagaceae (tradicionalmente ubicado en Liliaceae) |
|  |                                                      |
|  | Ruscaceae (tradicionalmente ubicado en Liliaceae)    |
|  |                                                      |

|  | \| \| Themidaceae (tradicionalmente ubicado en Liliaceae) \| \| \| \| \| \| Hyacinthaceae (tradicionalmente ubicado en Liliaceae) \| \| \| \| |
|  | |
|  | Agavaceae (tradicionalmente ubicado en Amaryllidaceae o Liliaceae)                                                                            |
|  | |
|  | Themidaceae (tradicionalmente ubicado en Liliaceae)                                                                                           |
|  | |
|  | Hyacinthaceae (tradicionalmente ubicado en Liliaceae)                                                                                         |
|  | |

|  | Themidaceae (tradicionalmente ubicado en Liliaceae)   |
|  |                                                       |
|  | Hyacinthaceae (tradicionalmente ubicado en Liliaceae) |
|  |                                                       |

|  | Laxmanniaceae (tradicionalmente ubicado en Liliaceae)                                                                                      |
|  | |
|  | \| \| Asparagaceae (tradicionalmente ubicado en Liliaceae) \| \| \| \| \| \| Ruscaceae (tradicionalmente ubicado en Liliaceae) \| \| \| \| |
|  | |
|  | Asparagaceae (tradicionalmente ubicado en Liliaceae)                                                                                       |
|  | |
|  | Ruscaceae (tradicionalmente ubicado en Liliaceae)                                                                                          |
|  | |

|  | Asparagaceae (tradicionalmente ubicado en Liliaceae) |
|  |                                                      |
|  | Ruscaceae (tradicionalmente ubicado en Liliaceae)    |
|  |                                                      |

|  | \| \| Themidaceae (tradicionalmente ubicado en Liliaceae) \| \| \| \| \| \| Hyacinthaceae (tradicionalmente ubicado en Liliaceae) \| \| \| \| |
|  | |
|  | Agavaceae (tradicionalmente ubicado en Amaryllidaceae o Liliaceae)                                                                            |
|  | |
|  | Themidaceae (tradicionalmente ubicado en Liliaceae)                                                                                           |
|  | |
|  | Hyacinthaceae (tradicionalmente ubicado en Liliaceae)                                                                                         |
|  | |

|  | Themidaceae (tradicionalmente ubicado en Liliaceae)   |
|  |                                                       |
|  | Hyacinthaceae (tradicionalmente ubicado en Liliaceae) |
|  |                                                       |

|  | Agapanthaceae (tradicionalmente ubicado en Liliaceae) |
|  |                                                       |
|  | Alliaceae (tradicionalmente ubicado en Liliaceae)     |
|  |                                                       |
|  | Amaryllidaceae                                        |
|  |                                                       |

|  | Laxmanniaceae (tradicionalmente ubicado en Liliaceae)                                                                                      |
|  | |
|  | \| \| Asparagaceae (tradicionalmente ubicado en Liliaceae) \| \| \| \| \| \| Ruscaceae (tradicionalmente ubicado en Liliaceae) \| \| \| \| |
|  | |
|  | Asparagaceae (tradicionalmente ubicado en Liliaceae)                                                                                       |
|  | |
|  | Ruscaceae (tradicionalmente ubicado en Liliaceae)                                                                                          |
|  | |

|  | Asparagaceae (tradicionalmente ubicado en Liliaceae) |
|  |                                                      |
|  | Ruscaceae (tradicionalmente ubicado en Liliaceae)    |
|  |                                                      |

|  | \| \| Themidaceae (tradicionalmente ubicado en Liliaceae) \| \| \| \| \| \| Hyacinthaceae (tradicionalmente ubicado en Liliaceae) \| \| \| \| |
|  | |
|  | Agavaceae (tradicionalmente ubicado en Amaryllidaceae o Liliaceae)                                                                            |
|  | |
|  | Themidaceae (tradicionalmente ubicado en Liliaceae)                                                                                           |
|  | |
|  | Hyacinthaceae (tradicionalmente ubicado en Liliaceae)                                                                                         |
|  | |

|  | Themidaceae (tradicionalmente ubicado en Liliaceae)   |
|  |                                                       |
|  | Hyacinthaceae (tradicionalmente ubicado en Liliaceae) |
|  |                                                       |

|  | Laxmanniaceae (tradicionalmente ubicado en Liliaceae)                                                                                      |
|  | |
|  | \| \| Asparagaceae (tradicionalmente ubicado en Liliaceae) \| \| \| \| \| \| Ruscaceae (tradicionalmente ubicado en Liliaceae) \| \| \| \| |
|  | |
|  | Asparagaceae (tradicionalmente ubicado en Liliaceae)                                                                                       |
|  | |
|  | Ruscaceae (tradicionalmente ubicado en Liliaceae)                                                                                          |
|  | |

|  | Asparagaceae (tradicionalmente ubicado en Liliaceae) |
|  |                                                      |
|  | Ruscaceae (tradicionalmente ubicado en Liliaceae)    |
|  |                                                      |

|  | \| \| Themidaceae (tradicionalmente ubicado en Liliaceae) \| \| \| \| \| \| Hyacinthaceae (tradicionalmente ubicado en Liliaceae) \| \| \| \| |
|  | |
|  | Agavaceae (tradicionalmente ubicado en Amaryllidaceae o Liliaceae)                                                                            |
|  | |
|  | Themidaceae (tradicionalmente ubicado en Liliaceae)                                                                                           |
|  | |
|  | Hyacinthaceae (tradicionalmente ubicado en Liliaceae)                                                                                         |
|  | |

|  | Themidaceae (tradicionalmente ubicado en Liliaceae)   |
|  |                                                       |
|  | Hyacinthaceae (tradicionalmente ubicado en Liliaceae) |
|  |                                                       |

|  | Hemerocallidaceae (tradicionalmente ubicado en Liliaceae) |
|  |                                                           |
|  | Xanthorrhoeaceae (tradicionalmente ubicado en Liliaceae)  |
|  |                                                           |
|  | Asphodelaceae (tradicionalmente ubicado en Liliaceae)     |
|  |                                                           |

|  | Agapanthaceae (tradicionalmente ubicado en Liliaceae) |
|  |                                                       |
|  | Alliaceae (tradicionalmente ubicado en Liliaceae)     |
|  |                                                       |
|  | Amaryllidaceae                                        |
|  |                                                       |

|  | Laxmanniaceae (tradicionalmente ubicado en Liliaceae)                                                                                      |
|  | |
|  | \| \| Asparagaceae (tradicionalmente ubicado en Liliaceae) \| \| \| \| \| \| Ruscaceae (tradicionalmente ubicado en Liliaceae) \| \| \| \| |
|  | |
|  | Asparagaceae (tradicionalmente ubicado en Liliaceae)                                                                                       |
|  | |
|  | Ruscaceae (tradicionalmente ubicado en Liliaceae)                                                                                          |
|  | |

|  | Asparagaceae (tradicionalmente ubicado en Liliaceae) |
|  |                                                      |
|  | Ruscaceae (tradicionalmente ubicado en Liliaceae)    |
|  |                                                      |

|  | \| \| Themidaceae (tradicionalmente ubicado en Liliaceae) \| \| \| \| \| \| Hyacinthaceae (tradicionalmente ubicado en Liliaceae) \| \| \| \| |
|  | |
|  | Agavaceae (tradicionalmente ubicado en Amaryllidaceae o Liliaceae)                                                                            |
|  | |
|  | Themidaceae (tradicionalmente ubicado en Liliaceae)                                                                                           |
|  | |
|  | Hyacinthaceae (tradicionalmente ubicado en Liliaceae)                                                                                         |
|  | |

|  | Themidaceae (tradicionalmente ubicado en Liliaceae)   |
|  |                                                       |
|  | Hyacinthaceae (tradicionalmente ubicado en Liliaceae) |
|  |                                                       |

|  | Laxmanniaceae (tradicionalmente ubicado en Liliaceae)                                                                                      |
|  | |
|  | \| \| Asparagaceae (tradicionalmente ubicado en Liliaceae) \| \| \| \| \| \| Ruscaceae (tradicionalmente ubicado en Liliaceae) \| \| \| \| |
|  | |
|  | Asparagaceae (tradicionalmente ubicado en Liliaceae)                                                                                       |
|  | |
|  | Ruscaceae (tradicionalmente ubicado en Liliaceae)                                                                                          |
|  | |

|  | Asparagaceae (tradicionalmente ubicado en Liliaceae) |
|  |                                                      |
|  | Ruscaceae (tradicionalmente ubicado en Liliaceae)    |
|  |                                                      |

|  | \| \| Themidaceae (tradicionalmente ubicado en Liliaceae) \| \| \| \| \| \| Hyacinthaceae (tradicionalmente ubicado en Liliaceae) \| \| \| \| |
|  | |
|  | Agavaceae (tradicionalmente ubicado en Amaryllidaceae o Liliaceae)                                                                            |
|  | |
|  | Themidaceae (tradicionalmente ubicado en Liliaceae)                                                                                           |
|  | |
|  | Hyacinthaceae (tradicionalmente ubicado en Liliaceae)                                                                                         |
|  | |

|  | Themidaceae (tradicionalmente ubicado en Liliaceae)   |
|  |                                                       |
|  | Hyacinthaceae (tradicionalmente ubicado en Liliaceae) |
|  |                                                       |

|  | Agapanthaceae (tradicionalmente ubicado en Liliaceae) |
|  |                                                       |
|  | Alliaceae (tradicionalmente ubicado en Liliaceae)     |
|  |                                                       |
|  | Amaryllidaceae                                        |
|  |                                                       |

|  | Laxmanniaceae (tradicionalmente ubicado en Liliaceae)                                                                                      |
|  | |
|  | \| \| Asparagaceae (tradicionalmente ubicado en Liliaceae) \| \| \| \| \| \| Ruscaceae (tradicionalmente ubicado en Liliaceae) \| \| \| \| |
|  | |
|  | Asparagaceae (tradicionalmente ubicado en Liliaceae)                                                                                       |
|  | |
|  | Ruscaceae (tradicionalmente ubicado en Liliaceae)                                                                                          |
|  | |

|  | Asparagaceae (tradicionalmente ubicado en Liliaceae) |
|  |                                                      |
|  | Ruscaceae (tradicionalmente ubicado en Liliaceae)    |
|  |                                                      |

|  | \| \| Themidaceae (tradicionalmente ubicado en Liliaceae) \| \| \| \| \| \| Hyacinthaceae (tradicionalmente ubicado en Liliaceae) \| \| \| \| |
|  | |
|  | Agavaceae (tradicionalmente ubicado en Amaryllidaceae o Liliaceae)                                                                            |
|  | |
|  | Themidaceae (tradicionalmente ubicado en Liliaceae)                                                                                           |
|  | |
|  | Hyacinthaceae (tradicionalmente ubicado en Liliaceae)                                                                                         |
|  | |

|  | Themidaceae (tradicionalmente ubicado en Liliaceae)   |
|  |                                                       |
|  | Hyacinthaceae (tradicionalmente ubicado en Liliaceae) |
|  |                                                       |

|  | Laxmanniaceae (tradicionalmente ubicado en Liliaceae)                                                                                      |
|  | |
|  | \| \| Asparagaceae (tradicionalmente ubicado en Liliaceae) \| \| \| \| \| \| Ruscaceae (tradicionalmente ubicado en Liliaceae) \| \| \| \| |
|  | |
|  | Asparagaceae (tradicionalmente ubicado en Liliaceae)                                                                                       |
|  | |
|  | Ruscaceae (tradicionalmente ubicado en Liliaceae)                                                                                          |
|  | |

|  | Asparagaceae (tradicionalmente ubicado en Liliaceae) |
|  |                                                      |
|  | Ruscaceae (tradicionalmente ubicado en Liliaceae)    |
|  |                                                      |

|  | \| \| Themidaceae (tradicionalmente ubicado en Liliaceae) \| \| \| \| \| \| Hyacinthaceae (tradicionalmente ubicado en Liliaceae) \| \| \| \| |
|  | |
|  | Agavaceae (tradicionalmente ubicado en Amaryllidaceae o Liliaceae)                                                                            |
|  | |
|  | Themidaceae (tradicionalmente ubicado en Liliaceae)                                                                                           |
|  | |
|  | Hyacinthaceae (tradicionalmente ubicado en Liliaceae)                                                                                         |
|  | |

|  | Themidaceae (tradicionalmente ubicado en Liliaceae)   |
|  |                                                       |
|  | Hyacinthaceae (tradicionalmente ubicado en Liliaceae) |
|  |                                                       |

|  | Hemerocallidaceae (tradicionalmente ubicado en Liliaceae) |
|  |                                                           |
|  | Xanthorrhoeaceae (tradicionalmente ubicado en Liliaceae)  |
|  |                                                           |
|  | Asphodelaceae (tradicionalmente ubicado en Liliaceae)     |
|  |                                                           |

|  | Agapanthaceae (tradicionalmente ubicado en Liliaceae) |
|  |                                                       |
|  | Alliaceae (tradicionalmente ubicado en Liliaceae)     |
|  |                                                       |
|  | Amaryllidaceae                                        |
|  |                                                       |

|  | Laxmanniaceae (tradicionalmente ubicado en Liliaceae)                                                                                      |
|  | |
|  | \| \| Asparagaceae (tradicionalmente ubicado en Liliaceae) \| \| \| \| \| \| Ruscaceae (tradicionalmente ubicado en Liliaceae) \| \| \| \| |
|  | |
|  | Asparagaceae (tradicionalmente ubicado en Liliaceae)                                                                                       |
|  | |
|  | Ruscaceae (tradicionalmente ubicado en Liliaceae)                                                                                          |
|  | |

|  | Asparagaceae (tradicionalmente ubicado en Liliaceae) |
|  |                                                      |
|  | Ruscaceae (tradicionalmente ubicado en Liliaceae)    |
|  |                                                      |

|  | \| \| Themidaceae (tradicionalmente ubicado en Liliaceae) \| \| \| \| \| \| Hyacinthaceae (tradicionalmente ubicado en Liliaceae) \| \| \| \| |
|  | |
|  | Agavaceae (tradicionalmente ubicado en Amaryllidaceae o Liliaceae)                                                                            |
|  | |
|  | Themidaceae (tradicionalmente ubicado en Liliaceae)                                                                                           |
|  | |
|  | Hyacinthaceae (tradicionalmente ubicado en Liliaceae)                                                                                         |
|  | |

|  | Themidaceae (tradicionalmente ubicado en Liliaceae)   |
|  |                                                       |
|  | Hyacinthaceae (tradicionalmente ubicado en Liliaceae) |
|  |                                                       |

|  | Laxmanniaceae (tradicionalmente ubicado en Liliaceae)                                                                                      |
|  | |
|  | \| \| Asparagaceae (tradicionalmente ubicado en Liliaceae) \| \| \| \| \| \| Ruscaceae (tradicionalmente ubicado en Liliaceae) \| \| \| \| |
|  | |
|  | Asparagaceae (tradicionalmente ubicado en Liliaceae)                                                                                       |
|  | |
|  | Ruscaceae (tradicionalmente ubicado en Liliaceae)                                                                                          |
|  | |

|  | Asparagaceae (tradicionalmente ubicado en Liliaceae) |
|  |                                                      |
|  | Ruscaceae (tradicionalmente ubicado en Liliaceae)    |
|  |                                                      |

|  | \| \| Themidaceae (tradicionalmente ubicado en Liliaceae) \| \| \| \| \| \| Hyacinthaceae (tradicionalmente ubicado en Liliaceae) \| \| \| \| |
|  | |
|  | Agavaceae (tradicionalmente ubicado en Amaryllidaceae o Liliaceae)                                                                            |
|  | |
|  | Themidaceae (tradicionalmente ubicado en Liliaceae)                                                                                           |
|  | |
|  | Hyacinthaceae (tradicionalmente ubicado en Liliaceae)                                                                                         |
|  | |

|  | Themidaceae (tradicionalmente ubicado en Liliaceae)   |
|  |                                                       |
|  | Hyacinthaceae (tradicionalmente ubicado en Liliaceae) |
|  |                                                       |

|  | Agapanthaceae (tradicionalmente ubicado en Liliaceae) |
|  |                                                       |
|  | Alliaceae (tradicionalmente ubicado en Liliaceae)     |
|  |                                                       |
|  | Amaryllidaceae                                        |
|  |                                                       |

|  | Laxmanniaceae (tradicionalmente ubicado en Liliaceae)                                                                                      |
|  | |
|  | \| \| Asparagaceae (tradicionalmente ubicado en Liliaceae) \| \| \| \| \| \| Ruscaceae (tradicionalmente ubicado en Liliaceae) \| \| \| \| |
|  | |
|  | Asparagaceae (tradicionalmente ubicado en Liliaceae)                                                                                       |
|  | |
|  | Ruscaceae (tradicionalmente ubicado en Liliaceae)                                                                                          |
|  | |

|  | Asparagaceae (tradicionalmente ubicado en Liliaceae) |
|  |                                                      |
|  | Ruscaceae (tradicionalmente ubicado en Liliaceae)    |
|  |                                                      |

|  | \| \| Themidaceae (tradicionalmente ubicado en Liliaceae) \| \| \| \| \| \| Hyacinthaceae (tradicionalmente ubicado en Liliaceae) \| \| \| \| |
|  | |
|  | Agavaceae (tradicionalmente ubicado en Amaryllidaceae o Liliaceae)                                                                            |
|  | |
|  | Themidaceae (tradicionalmente ubicado en Liliaceae)                                                                                           |
|  | |
|  | Hyacinthaceae (tradicionalmente ubicado en Liliaceae)                                                                                         |
|  | |

|  | Themidaceae (tradicionalmente ubicado en Liliaceae)   |
|  |                                                       |
|  | Hyacinthaceae (tradicionalmente ubicado en Liliaceae) |
|  |                                                       |

|  | Laxmanniaceae (tradicionalmente ubicado en Liliaceae)                                                                                      |
|  | |
|  | \| \| Asparagaceae (tradicionalmente ubicado en Liliaceae) \| \| \| \| \| \| Ruscaceae (tradicionalmente ubicado en Liliaceae) \| \| \| \| |
|  | |
|  | Asparagaceae (tradicionalmente ubicado en Liliaceae)                                                                                       |
|  | |
|  | Ruscaceae (tradicionalmente ubicado en Liliaceae)                                                                                          |
|  | |

|  | Asparagaceae (tradicionalmente ubicado en Liliaceae) |
|  |                                                      |
|  | Ruscaceae (tradicionalmente ubicado en Liliaceae)    |
|  |                                                      |

|  | \| \| Themidaceae (tradicionalmente ubicado en Liliaceae) \| \| \| \| \| \| Hyacinthaceae (tradicionalmente ubicado en Liliaceae) \| \| \| \| |
|  | |
|  | Agavaceae (tradicionalmente ubicado en Amaryllidaceae o Liliaceae)                                                                            |
|  | |
|  | Themidaceae (tradicionalmente ubicado en Liliaceae)                                                                                           |
|  | |
|  | Hyacinthaceae (tradicionalmente ubicado en Liliaceae)                                                                                         |
|  | |

|  | Themidaceae (tradicionalmente ubicado en Liliaceae)   |
|  |                                                       |
|  | Hyacinthaceae (tradicionalmente ubicado en Liliaceae) |
|  |                                                       |

|  | Hemerocallidaceae (tradicionalmente ubicado en Liliaceae) |
|  |                                                           |
|  | Xanthorrhoeaceae (tradicionalmente ubicado en Liliaceae)  |
|  |                                                           |
|  | Asphodelaceae (tradicionalmente ubicado en Liliaceae)     |
|  |                                                           |

|  | Agapanthaceae (tradicionalmente ubicado en Liliaceae) |
|  |                                                       |
|  | Alliaceae (tradicionalmente ubicado en Liliaceae)     |
|  |                                                       |
|  | Amaryllidaceae                                        |
|  |                                                       |

|  | Laxmanniaceae (tradicionalmente ubicado en Liliaceae)                                                                                      |
|  | |
|  | \| \| Asparagaceae (tradicionalmente ubicado en Liliaceae) \| \| \| \| \| \| Ruscaceae (tradicionalmente ubicado en Liliaceae) \| \| \| \| |
|  | |
|  | Asparagaceae (tradicionalmente ubicado en Liliaceae)                                                                                       |
|  | |
|  | Ruscaceae (tradicionalmente ubicado en Liliaceae)                                                                                          |
|  | |

|  | Asparagaceae (tradicionalmente ubicado en Liliaceae) |
|  |                                                      |
|  | Ruscaceae (tradicionalmente ubicado en Liliaceae)    |
|  |                                                      |

|  | \| \| Themidaceae (tradicionalmente ubicado en Liliaceae) \| \| \| \| \| \| Hyacinthaceae (tradicionalmente ubicado en Liliaceae) \| \| \| \| |
|  | |
|  | Agavaceae (tradicionalmente ubicado en Amaryllidaceae o Liliaceae)                                                                            |
|  | |
|  | Themidaceae (tradicionalmente ubicado en Liliaceae)                                                                                           |
|  | |
|  | Hyacinthaceae (tradicionalmente ubicado en Liliaceae)                                                                                         |
|  | |

|  | Themidaceae (tradicionalmente ubicado en Liliaceae)   |
|  |                                                       |
|  | Hyacinthaceae (tradicionalmente ubicado en Liliaceae) |
|  |                                                       |

|  | Laxmanniaceae (tradicionalmente ubicado en Liliaceae)                                                                                      |
|  | |
|  | \| \| Asparagaceae (tradicionalmente ubicado en Liliaceae) \| \| \| \| \| \| Ruscaceae (tradicionalmente ubicado en Liliaceae) \| \| \| \| |
|  | |
|  | Asparagaceae (tradicionalmente ubicado en Liliaceae)                                                                                       |
|  | |
|  | Ruscaceae (tradicionalmente ubicado en Liliaceae)                                                                                          |
|  | |

|  | Asparagaceae (tradicionalmente ubicado en Liliaceae) |
|  |                                                      |
|  | Ruscaceae (tradicionalmente ubicado en Liliaceae)    |
|  |                                                      |

|  | \| \| Themidaceae (tradicionalmente ubicado en Liliaceae) \| \| \| \| \| \| Hyacinthaceae (tradicionalmente ubicado en Liliaceae) \| \| \| \| |
|  | |
|  | Agavaceae (tradicionalmente ubicado en Amaryllidaceae o Liliaceae)                                                                            |
|  | |
|  | Themidaceae (tradicionalmente ubicado en Liliaceae)                                                                                           |
|  | |
|  | Hyacinthaceae (tradicionalmente ubicado en Liliaceae)                                                                                         |
|  | |

|  | Themidaceae (tradicionalmente ubicado en Liliaceae)   |
|  |                                                       |
|  | Hyacinthaceae (tradicionalmente ubicado en Liliaceae) |
|  |                                                       |

|  | Agapanthaceae (tradicionalmente ubicado en Liliaceae) |
|  |                                                       |
|  | Alliaceae (tradicionalmente ubicado en Liliaceae)     |
|  |                                                       |
|  | Amaryllidaceae                                        |
|  |                                                       |

|  | Laxmanniaceae (tradicionalmente ubicado en Liliaceae)                                                                                      |
|  | |
|  | \| \| Asparagaceae (tradicionalmente ubicado en Liliaceae) \| \| \| \| \| \| Ruscaceae (tradicionalmente ubicado en Liliaceae) \| \| \| \| |
|  | |
|  | Asparagaceae (tradicionalmente ubicado en Liliaceae)                                                                                       |
|  | |
|  | Ruscaceae (tradicionalmente ubicado en Liliaceae)                                                                                          |
|  | |

|  | Asparagaceae (tradicionalmente ubicado en Liliaceae) |
|  |                                                      |
|  | Ruscaceae (tradicionalmente ubicado en Liliaceae)    |
|  |                                                      |

|  | \| \| Themidaceae (tradicionalmente ubicado en Liliaceae) \| \| \| \| \| \| Hyacinthaceae (tradicionalmente ubicado en Liliaceae) \| \| \| \| |
|  | |
|  | Agavaceae (tradicionalmente ubicado en Amaryllidaceae o Liliaceae)                                                                            |
|  | |
|  | Themidaceae (tradicionalmente ubicado en Liliaceae)                                                                                           |
|  | |
|  | Hyacinthaceae (tradicionalmente ubicado en Liliaceae)                                                                                         |
|  | |

|  | Themidaceae (tradicionalmente ubicado en Liliaceae)   |
|  |                                                       |
|  | Hyacinthaceae (tradicionalmente ubicado en Liliaceae) |
|  |                                                       |

|  | Laxmanniaceae (tradicionalmente ubicado en Liliaceae)                                                                                      |
|  | |
|  | \| \| Asparagaceae (tradicionalmente ubicado en Liliaceae) \| \| \| \| \| \| Ruscaceae (tradicionalmente ubicado en Liliaceae) \| \| \| \| |
|  | |
|  | Asparagaceae (tradicionalmente ubicado en Liliaceae)                                                                                       |
|  | |
|  | Ruscaceae (tradicionalmente ubicado en Liliaceae)                                                                                          |
|  | |

|  | Asparagaceae (tradicionalmente ubicado en Liliaceae) |
|  |                                                      |
|  | Ruscaceae (tradicionalmente ubicado en Liliaceae)    |
|  |                                                      |

|  | \| \| Themidaceae (tradicionalmente ubicado en Liliaceae) \| \| \| \| \| \| Hyacinthaceae (tradicionalmente ubicado en Liliaceae) \| \| \| \| |
|  | |
|  | Agavaceae (tradicionalmente ubicado en Amaryllidaceae o Liliaceae)                                                                            |
|  | |
|  | Themidaceae (tradicionalmente ubicado en Liliaceae)                                                                                           |
|  | |
|  | Hyacinthaceae (tradicionalmente ubicado en Liliaceae)                                                                                         |
|  | |

|  | Themidaceae (tradicionalmente ubicado en Liliaceae)   |
|  |                                                       |
|  | Hyacinthaceae (tradicionalmente ubicado en Liliaceae) |
|  |                                                       |

|  | Hemerocallidaceae (tradicionalmente ubicado en Liliaceae) |
|  |                                                           |
|  | Xanthorrhoeaceae (tradicionalmente ubicado en Liliaceae)  |
|  |                                                           |
|  | Asphodelaceae (tradicionalmente ubicado en Liliaceae)     |
|  |                                                           |

|  | Agapanthaceae (tradicionalmente ubicado en Liliaceae) |
|  |                                                       |
|  | Alliaceae (tradicionalmente ubicado en Liliaceae)     |
|  |                                                       |
|  | Amaryllidaceae                                        |
|  |                                                       |

|  | Laxmanniaceae (tradicionalmente ubicado en Liliaceae)                                                                                      |
|  | |
|  | \| \| Asparagaceae (tradicionalmente ubicado en Liliaceae) \| \| \| \| \| \| Ruscaceae (tradicionalmente ubicado en Liliaceae) \| \| \| \| |
|  | |
|  | Asparagaceae (tradicionalmente ubicado en Liliaceae)                                                                                       |
|  | |
|  | Ruscaceae (tradicionalmente ubicado en Liliaceae)                                                                                          |
|  | |

|  | Asparagaceae (tradicionalmente ubicado en Liliaceae) |
|  |                                                      |
|  | Ruscaceae (tradicionalmente ubicado en Liliaceae)    |
|  |                                                      |

|  | \| \| Themidaceae (tradicionalmente ubicado en Liliaceae) \| \| \| \| \| \| Hyacinthaceae (tradicionalmente ubicado en Liliaceae) \| \| \| \| |
|  | |
|  | Agavaceae (tradicionalmente ubicado en Amaryllidaceae o Liliaceae)                                                                            |
|  | |
|  | Themidaceae (tradicionalmente ubicado en Liliaceae)                                                                                           |
|  | |
|  | Hyacinthaceae (tradicionalmente ubicado en Liliaceae)                                                                                         |
|  | |

|  | Themidaceae (tradicionalmente ubicado en Liliaceae)   |
|  |                                                       |
|  | Hyacinthaceae (tradicionalmente ubicado en Liliaceae) |
|  |                                                       |

|  | Laxmanniaceae (tradicionalmente ubicado en Liliaceae)                                                                                      |
|  | |
|  | \| \| Asparagaceae (tradicionalmente ubicado en Liliaceae) \| \| \| \| \| \| Ruscaceae (tradicionalmente ubicado en Liliaceae) \| \| \| \| |
|  | |
|  | Asparagaceae (tradicionalmente ubicado en Liliaceae)                                                                                       |
|  | |
|  | Ruscaceae (tradicionalmente ubicado en Liliaceae)                                                                                          |
|  | |

|  | Asparagaceae (tradicionalmente ubicado en Liliaceae) |
|  |                                                      |
|  | Ruscaceae (tradicionalmente ubicado en Liliaceae)    |
|  |                                                      |

|  | \| \| Themidaceae (tradicionalmente ubicado en Liliaceae) \| \| \| \| \| \| Hyacinthaceae (tradicionalmente ubicado en Liliaceae) \| \| \| \| |
|  | |
|  | Agavaceae (tradicionalmente ubicado en Amaryllidaceae o Liliaceae)                                                                            |
|  | |
|  | Themidaceae (tradicionalmente ubicado en Liliaceae)                                                                                           |
|  | |
|  | Hyacinthaceae (tradicionalmente ubicado en Liliaceae)                                                                                         |
|  | |

|  | Themidaceae (tradicionalmente ubicado en Liliaceae)   |
|  |                                                       |
|  | Hyacinthaceae (tradicionalmente ubicado en Liliaceae) |
|  |                                                       |

|  | Agapanthaceae (tradicionalmente ubicado en Liliaceae) |
|  |                                                       |
|  | Alliaceae (tradicionalmente ubicado en Liliaceae)     |
|  |                                                       |
|  | Amaryllidaceae                                        |
|  |                                                       |

|  | Laxmanniaceae (tradicionalmente ubicado en Liliaceae)                                                                                      |
|  | |
|  | \| \| Asparagaceae (tradicionalmente ubicado en Liliaceae) \| \| \| \| \| \| Ruscaceae (tradicionalmente ubicado en Liliaceae) \| \| \| \| |
|  | |
|  | Asparagaceae (tradicionalmente ubicado en Liliaceae)                                                                                       |
|  | |
|  | Ruscaceae (tradicionalmente ubicado en Liliaceae)                                                                                          |
|  | |

|  | Asparagaceae (tradicionalmente ubicado en Liliaceae) |
|  |                                                      |
|  | Ruscaceae (tradicionalmente ubicado en Liliaceae)    |
|  |                                                      |

|  | \| \| Themidaceae (tradicionalmente ubicado en Liliaceae) \| \| \| \| \| \| Hyacinthaceae (tradicionalmente ubicado en Liliaceae) \| \| \| \| |
|  | |
|  | Agavaceae (tradicionalmente ubicado en Amaryllidaceae o Liliaceae)                                                                            |
|  | |
|  | Themidaceae (tradicionalmente ubicado en Liliaceae)                                                                                           |
|  | |
|  | Hyacinthaceae (tradicionalmente ubicado en Liliaceae)                                                                                         |
|  | |

|  | Themidaceae (tradicionalmente ubicado en Liliaceae)   |
|  |                                                       |
|  | Hyacinthaceae (tradicionalmente ubicado en Liliaceae) |
|  |                                                       |

|  | Laxmanniaceae (tradicionalmente ubicado en Liliaceae)                                                                                      |
|  | |
|  | \| \| Asparagaceae (tradicionalmente ubicado en Liliaceae) \| \| \| \| \| \| Ruscaceae (tradicionalmente ubicado en Liliaceae) \| \| \| \| |
|  | |
|  | Asparagaceae (tradicionalmente ubicado en Liliaceae)                                                                                       |
|  | |
|  | Ruscaceae (tradicionalmente ubicado en Liliaceae)                                                                                          |
|  | |

|  | Asparagaceae (tradicionalmente ubicado en Liliaceae) |
|  |                                                      |
|  | Ruscaceae (tradicionalmente ubicado en Liliaceae)    |
|  |                                                      |

|  | \| \| Themidaceae (tradicionalmente ubicado en Liliaceae) \| \| \| \| \| \| Hyacinthaceae (tradicionalmente ubicado en Liliaceae) \| \| \| \| |
|  | |
|  | Agavaceae (tradicionalmente ubicado en Amaryllidaceae o Liliaceae)                                                                            |
|  | |
|  | Themidaceae (tradicionalmente ubicado en Liliaceae)                                                                                           |
|  | |
|  | Hyacinthaceae (tradicionalmente ubicado en Liliaceae)                                                                                         |
|  | |

|  | Themidaceae (tradicionalmente ubicado en Liliaceae)   |
|  |                                                       |
|  | Hyacinthaceae (tradicionalmente ubicado en Liliaceae) |
|  |                                                       |

|  | Alstroemeriaceae (tradicionalmente ubicado en Liliaceae) |
|  |                                                          |
|  | Colchicaceae (tradicionalmente ubicado en Liliaceae)     |
|  |                                                          |

|  | Smilacaceae (tradicionalmente ubicado en Liliaceae) |
|  |                                                     |
|  | Liliaceae en sentido estricto                       |
|  |                                                     |

|  | Alstroemeriaceae (tradicionalmente ubicado en Liliaceae) |
|  |                                                          |
|  | Colchicaceae (tradicionalmente ubicado en Liliaceae)     |
|  |                                                          |

|  | Smilacaceae (tradicionalmente ubicado en Liliaceae) |
|  |                                                     |
|  | Liliaceae en sentido estricto                       |
|  |                                                     |

Ambos cladogramas demuestran que la definición clásica de Liliaceae era incorrecta, sumamente artificial y no reflejaba las verdaderas relaciones filogenéticas entre las especies que la componían. Por esta razón, y pese al uso extendido de la circunscripción amplia de las liliáceas, los botánicos de todo el mundo fueron adoptando la definición más estricta de esta familia y la segregación de los géneros que la componían en dos órdenes y numerosas familias.
La familia es reconocida por sistemas de clasificación modernos como el sistema de clasificación APG III (2009), pero la circunscripción moderna de la familia es mucho más estricta que la tradicionalmente aceptada, para que se mantenga monofilética sobre la base de los análisis moleculares de ADN recientes.

## Descripción

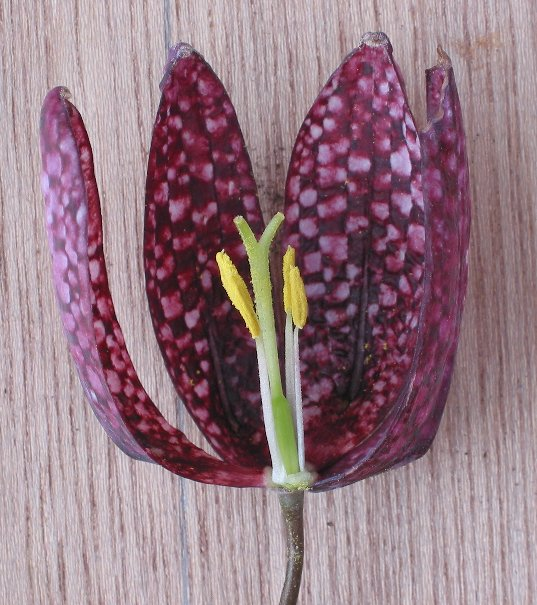
Fritillaria meleagris, sección de la flor.

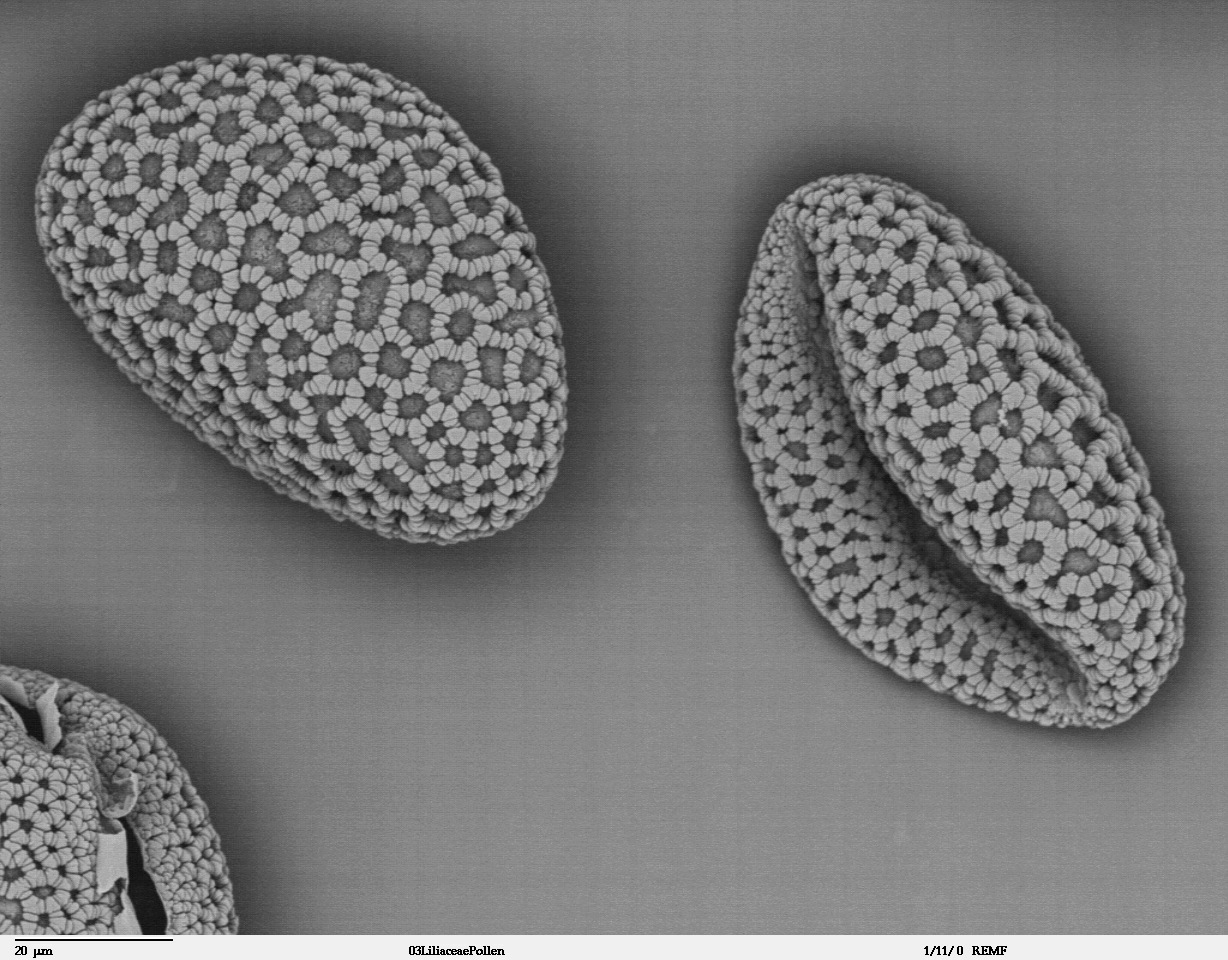
Granos de polen de Lilium auratum.

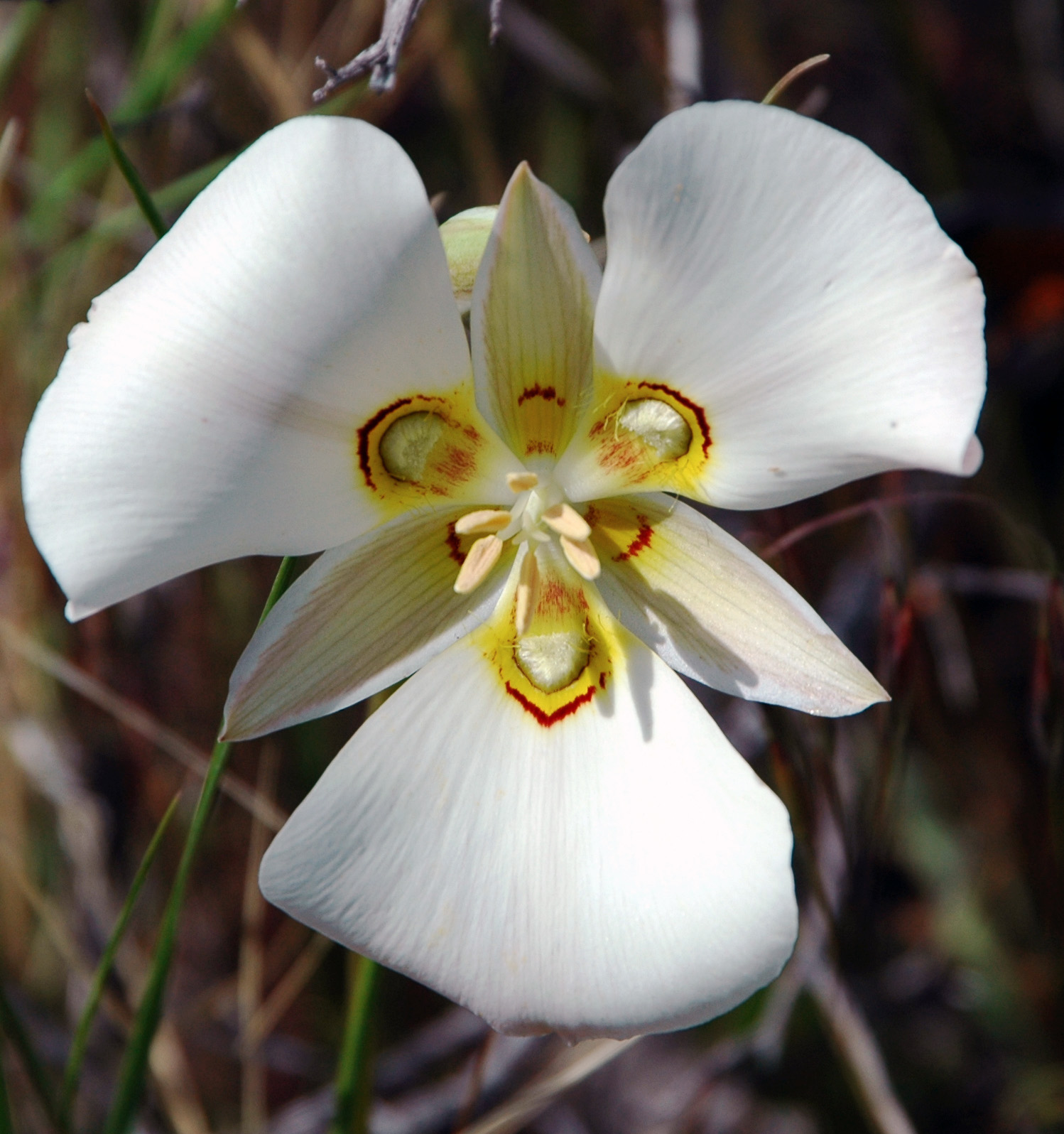
Flor de Calochortus nuttallii, obsérvense las diferencias morfológicas existentes entre los dos verticilos de tépalos.

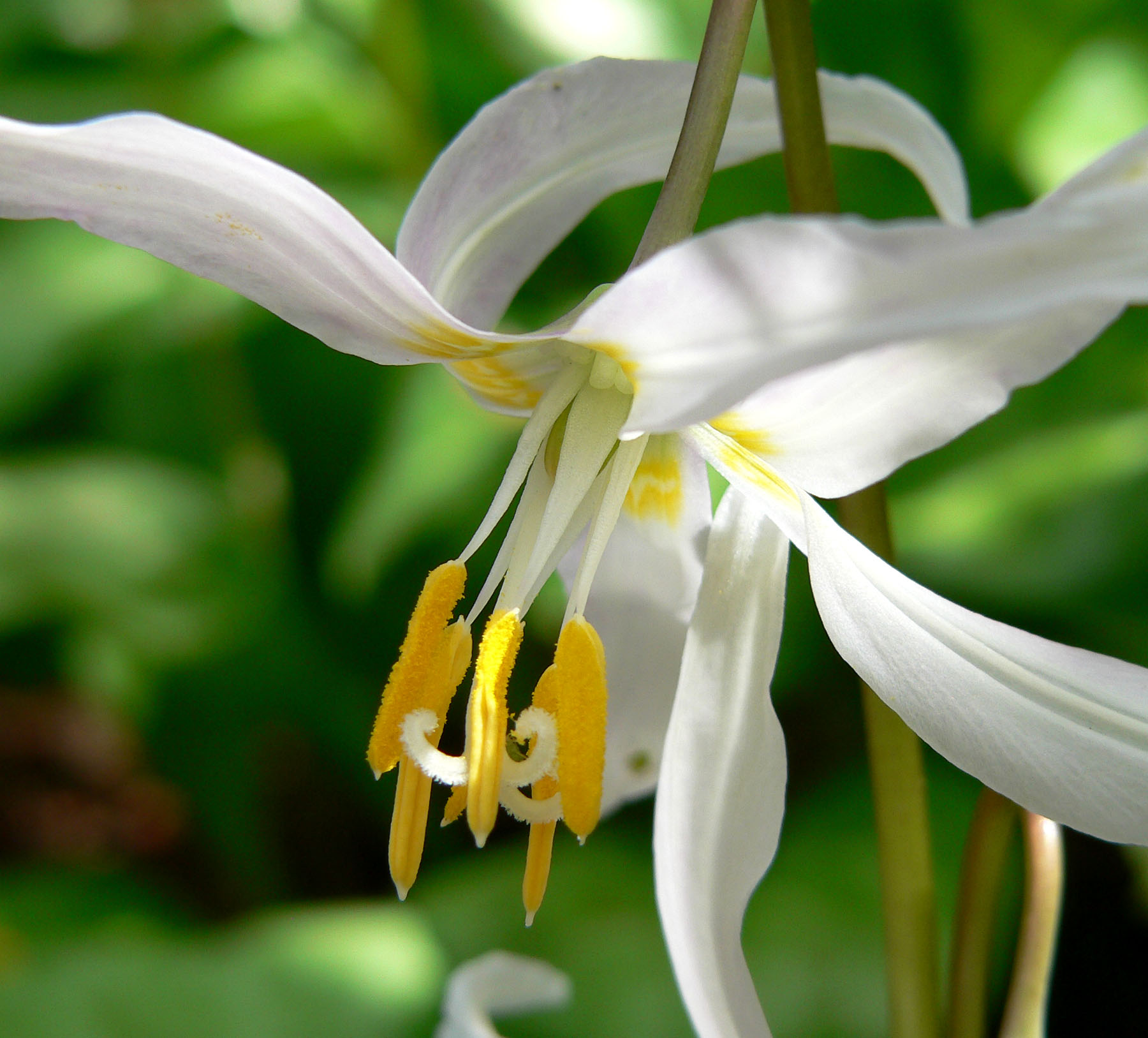
Detalle de una flor de Erythronium revolutum, obsérvese los tres estigmas y las anteras pseudo-basifijas.

Hierbas perennes con bulbos o rizomas, con pelos simples. Las raíces son típicamente contráctiles. 
Las hojas son alternas y espiraladas (e incluso verticiladas, como en Lilium y Fritillaria) y se disponen a lo largo del tallo o en una roseta basal. Son simples, enteras, con venación paralela (aunque en Prosartes y Tricyrtis con venación claramente reticulada entre las venas primarias), muchas veces son envainadoras en la base. Raramente las hojas son pecioladas. No presentan estípulas.
La inflorescencia es usualmente determinada, a veces reducida a una única flor, y terminal. Cuando es multiflora las flores se disponen en un racimo o raramente en una umbela. Las flores son hermafroditas, actinomorfas o ligeramente zigomorfas, en general grandes y vistosas, pediceladas, pueden o no presentar brácteas. El perigonio está formado por 6 tépalos dispuestos en dos verticilos trímeros, se hallan separados entre sí y libres de las demás piezas florales, imbricados, son petaloideos y usualmente presentan manchas, puntos o líneas de otros colores o tonos. El perianto puede ser homoclamídeo (o sea, todos los tépalos son iguales entre sí, como en Fritillaria) o diclamídeo (los dos verticilos de tépalos presentan diferencias morfológicas, como en Calochortus). El néctar se produce en nectarios en la base de los tépalos.
El androceo presenta 6 estambres dispuestos en 2 verticilos también trímeros, los filamentos se hallan separados entre sí y libres de las demás piezas florales. Característicamente, el androceo es diplostémono (es decir que el verticilo externo de estambres es opuesto a los tépalos externos y el ciclo interno es opuesto a los tépalos internos). Las anteras están unidas al filamento en forma peltada o pseudo-basifijas (la punta del filamento rodeada pero no adherida al tejido conectivo), y de dehiscencia longitudinal. El polen es en general monosulcado. 
El gineceo es de ovario súpero y está formado por 3 carpelos connados, es trilocular. Presenta un solo estilo y un estigma 3-lobado o bien, 3 estigmas más o menos elongados que se extienden a lo largo de la cara interna de las ramas del estilo. Los óvulos son numerosos, con placentación axilar, usualmente con un tegumento y un megasporangio más o menos delgado. El saco embrionario (megagametofito o gametofito femenino) es variable según el género considerado. Puede ser monospórico (tipo Polygonum) o tetraspórico (tipo Fritillaria).
El fruto es una cápsula loculicida o septicida, ocasionalmente una baya. Las semillas son planas y con forma de disco o globosas, el tegumento no es negro, rasgo que las diferencia de otras familias, como por ejemplo Alliaceae. El endosperma es aceitoso (con aleurona y aceites), pero sin almidón, sus células pueden ser triploides o pentaploides, dependiendo del saco embrionario considerado.
Desde un punto de vista fitoquímico, la familia presenta saponinas esteroideas, pero no exhibe cristales de rafidio ni ácido chelidónico ni compuestos azufrados derivados de la cisteína (o sea, no tienen el olor aliáceo característico de los ajos y las cebollas).
Los números cromosómicos básicos son variables de acuerdo al género considerado.

## Ecología
Las liliáceas están ampliamente distribuidas, principalmente en regiones templadas del hemisferio norte. En general son plantas de praderas llanas, prados de montaña y otras comunidades abiertas. Poseen su centro de diversidad en el sudoeste de Asia a China. 
Suelen florecer en la primavera. Las vistosas flores de esta familia son polinizadas por insectos, especialmente abejas, avispas, mariposas y polillas. El néctar o polen que producen las flores de las liliáceas en gran cantidad son empleados como recompensa de la polinización. 
Las semillas son dispersadas tanto por el viento como por el agua, unas pocas especies tienen estructuras de tipo arilo y son dispersadas por hormigas.

## Filogenia

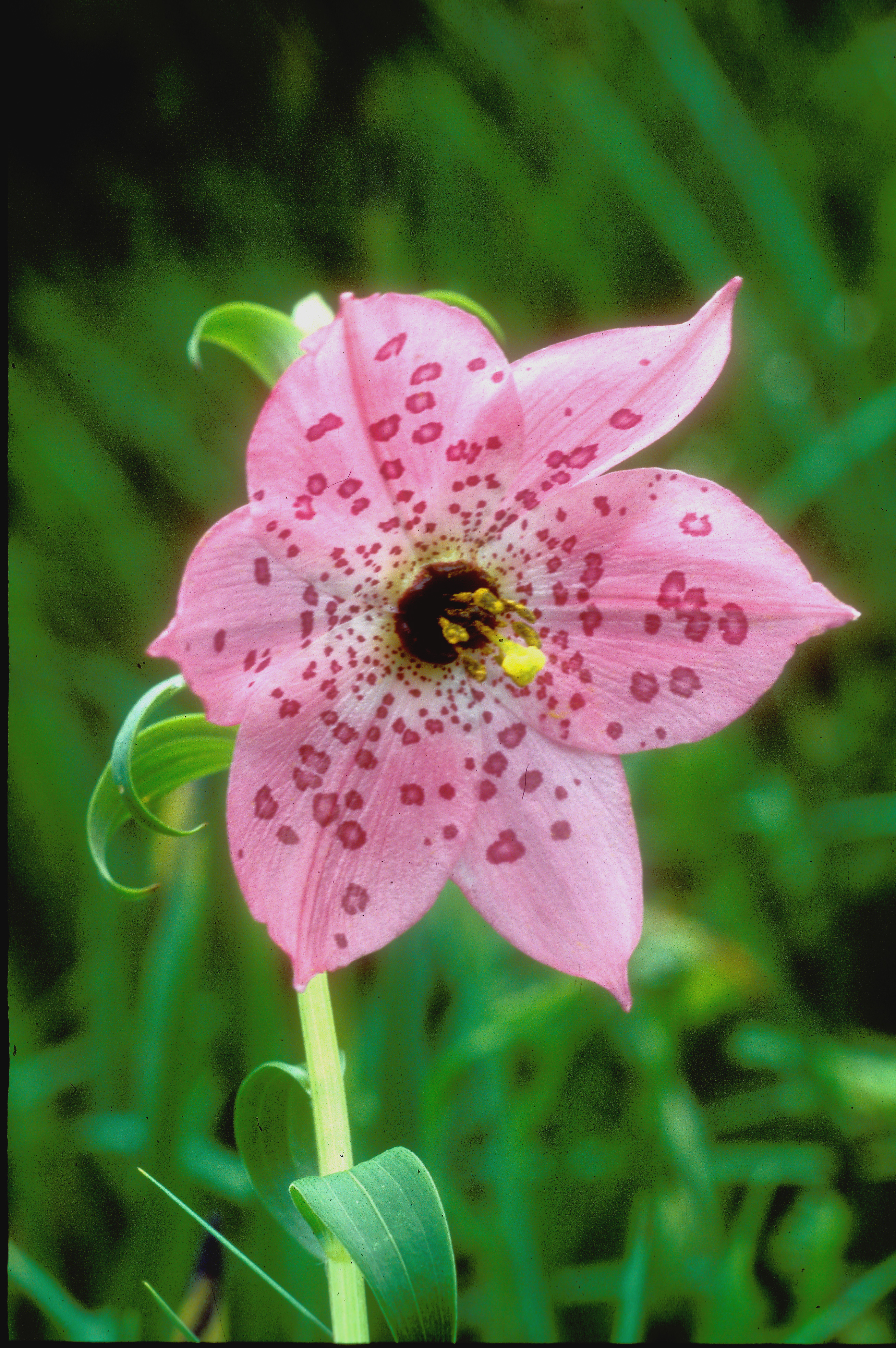
Nomocharis aperta en su hábitat natural, Napa Hai, Yunnan, China.

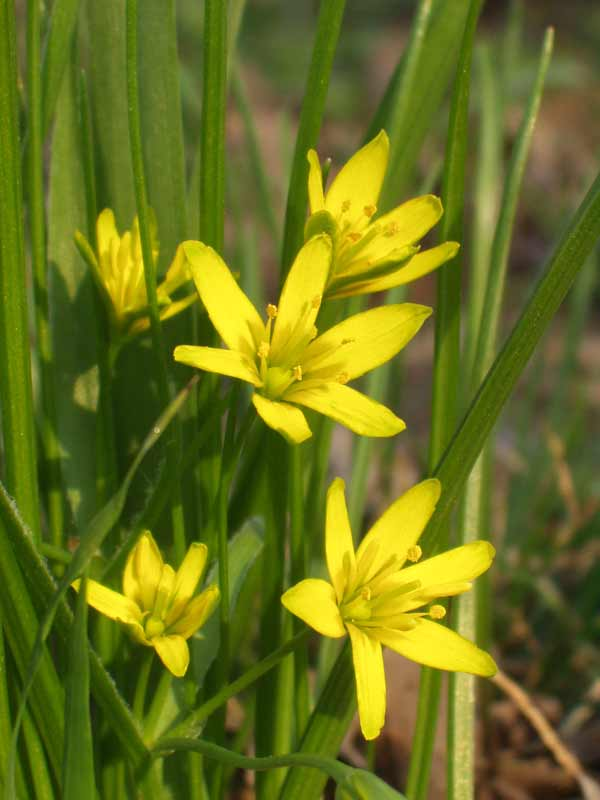
Gagea lutea.

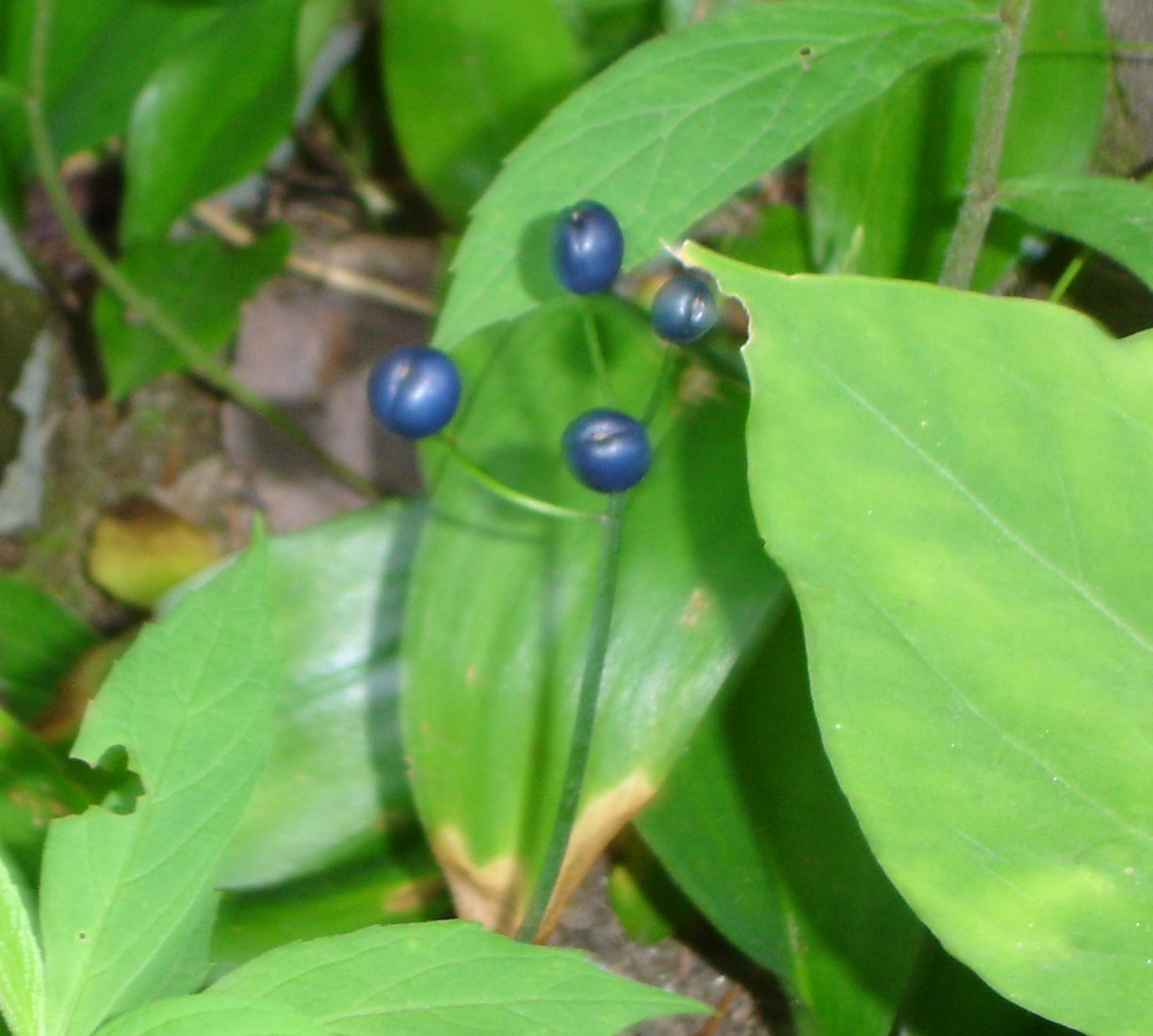
Clintonia borealis, fruto baya.

Liliaceae, en su actual definición estricta, es claramente monofilética (Chase et al. 1995a, b), si bien es difícil de diagnosticar morfológicamente (Tamura 1998b
). Hayashi y Kawano (2000) secuenciaron las regiones rbcL y matK del ADN cloroplastídico de Lilium y géneros relacionados y encontraron resultados coherentes con la circunscripción de Liliaceae sensu stricto propuesta por Tamura (1998, quien separó la subfamilia Calochortoideae en su propia familia Calochortaceae). Patterson y Givnish (2002) secuenciaron los genes rbcL y ndhF y encontraron un fuerte sostén para la monofilia de Liliaceae, la publicación también describe una filogenia de los géneros y provee estimaciones de los tiempos de divergencia.
Relacionadas con esta familia están Philesiaceae (2 géneros monoespecíficos, del sur de Sudamérica), Smilacaceae (monogenérica, 315 especies, casi cosmopolita), y Rhipogonaceae (1 género con 6 especies, del este de Australia), como avalado en Chase et al. 1995a, 2006, Conran 1998, Fay et al. 2006, Rudall et al. 2000a. No se conocen caracteres fuera de los del ADN que unan a todas estas familias. Smilax es en general hermano de Liliaceae (pero nunca con más de 80 % de apoyo). Fay et al. (2006: bajo apoyo), Givnish et al. (2006: alto apoyo), y Chase et al. (2006) encontraron a Philesiaceae y Rhipogonaceae como taxones hermanos, y a Smilacaceae como hermano de Liliaceae.
Calochortus, Prosartes, Scoliopus, Streptopus, y Tricyrtis forman un clado (la subfamilia Calochortoideae), y son hierbas con rizomas rastreros ("creeping"), estilos divididos en el ápice, y el desarrollo del megagametofito del tipo Polygonum (es decir, el megagametofito desarrollándose de una megaspora simple, con endosperma triploide). En otras clasificaciones Calochortus ha sido ubicada en su propia familia, mientras que los demás géneros de Calochortoideae fueron ubicados en un heterogéneo Uvulariaceae (Dahlgren et al. 1985) o en un Calochortaceae expandido (Tamura 1998a). Sin embargo, estos miembros de Liliaceae no están cercanamente relacionados con los morfológicamente similares Uvularia y Disporum (Shinwari et al. 1994), y el último es aquí ubicado en Colchicaceae.
El resto de los géneros de Liliaceae constituyen los Lilioideae, un gran clado caracterizado por bulbos y raíces contráctiles, y un megagemetofito desarrollándose de 4 megasporas (de tipo Fritillaria).
La monofilia de cada uno de estos dos subclados de Liliaceae está sostenida por caracteres de secuencias de ADN (Chase et al. 1995a, 2000, Patterson y Givnish 2002).
Un tercer clado fue identificado a partir de las investigaciones filogenéticas de Clintonia, un género de distribución disyunta entre América del Norte y el este de Asia. Utilizando las 5 especies de Clintonia (Clintonia andrewsiana, Clintonia borealis, Clintonia umbellulata, Clintonia uniflora y Clintonia udensis), varios representantes de Liliaceae (tales como Cardiocrinum cordatum, Medeola virginiana, Scoliopus bigelovii y Scoliopus hallii) y los datos de las secuencias de los genes cloroplastídicos rbcL y matK, se llegó a la conclusión que Clintona es monofilético, que consiste en dos clados, uno de Asia oriental y el otro de Norteamérica, y que el género más estrechamente relacionado es Medeola. Ambos géneros, Clintonia y Medeola, fueron dispuestos en una subfamilia separada, Medeoloideae.

## Taxonomía
Introducción teórica en Taxonomía
La familia fue reconocida por el APG III (2009), el Linear APG III (2009) le asignó el número de familia 61. La familia ya había sido reconocida por el APG II (2003).

### Las subfamilias de Liliaceae
- 1. Lilioideae Eaton (sinónimos: Erythroniaceae Martynov, Fritillariaceae R.A.Salisbury, Liriaceae Batsch, Medeolaceae Takhtajan, Tulipaceae Batsch). Incluye plantas frecuentemente bulbosas y con raíces contráctiles. Los tallos no son ramificados, las hojas tienen nerviación paralela. Las flores son grandes y el saco embrionario es del tipo Fritillaria (o sea, tetraspórico). El fruto es una cápsula septicida. Las semillas son frecuentemente aplanadas, con la exotesta en empalizada o lignificada. El número cromosómico básico es variable (n=9, 11 a 14). Los cromosomas, a su vez, presentan una longitud muy variable, que va desde los 2,2 µm hasta los 27 µm. Esta subfamilia comprende 11 géneros y alrededor de 535 especies que se distribuyen en regiones templadas y frías de América del Norte y el este de Asia. Los géneros de Lilioideae con mayor riqueza de especies son Tulipa (150 especies), Fritillaria (130), Lilium (110) y Gagea (90).

- 2. Calochortoideae Dumortier. Presentan hojas con nerviación paralela, flores grandes, sin estilo o con un estilo muy corto. Poseen un perianto diferenciado en cáliz y corola, con los tépalos pubescentes. El fruto es una cápsula con dehiscencia septicida y el saco embrionario es del tipo Polygonum.[40][41] Los números cromosómicos varían de n=6 a n=13, con los cromosomas de 1,5 a 6,5 µm de longitud. Comprende 5 géneros, Calochortus, Prosartes, Scoliopus, Streptopus y Tricyrtis, y unas 100 especies distribuidas en el este de América del Norte y en el este de Asia. Varios taxónomos han sugerido que estos 5 géneros deben ser segregados de Liliaceae y disponerse en su propia familia, Calochortaceae.[42][43] No obstante lo anterior, los sistemas modernos de clasificación (como APG o APG II o APWeb) no reconocen a esta última familia e incluyen a Calochortus y géneros afines dentro de las Liliáceas.
- 3. Medeoloideae . Incluye 2 géneros (Clintonia y Medeola) y unas 7 especies distribuidas en el este de Asia y en América del Norte. Presentan semillas con estrías y un número cromosómico básico de n=7.[38]

### Listado de géneros

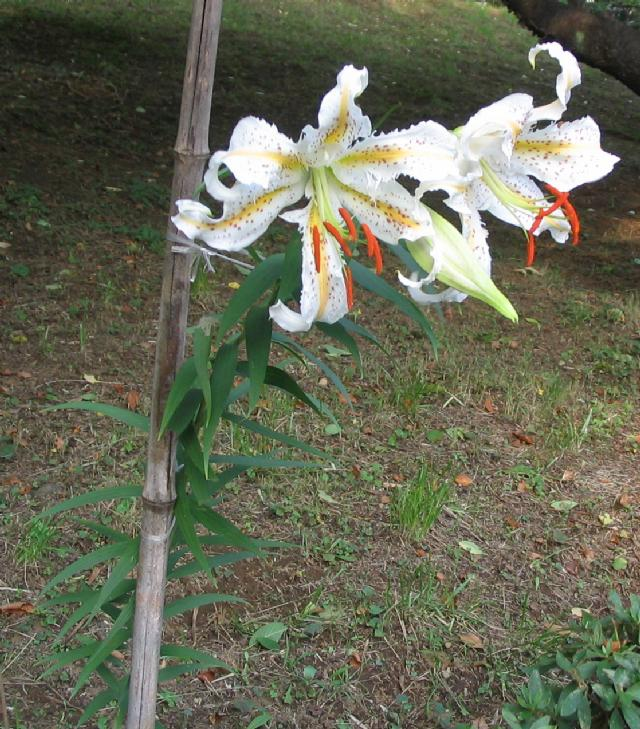
Lilium auratum.

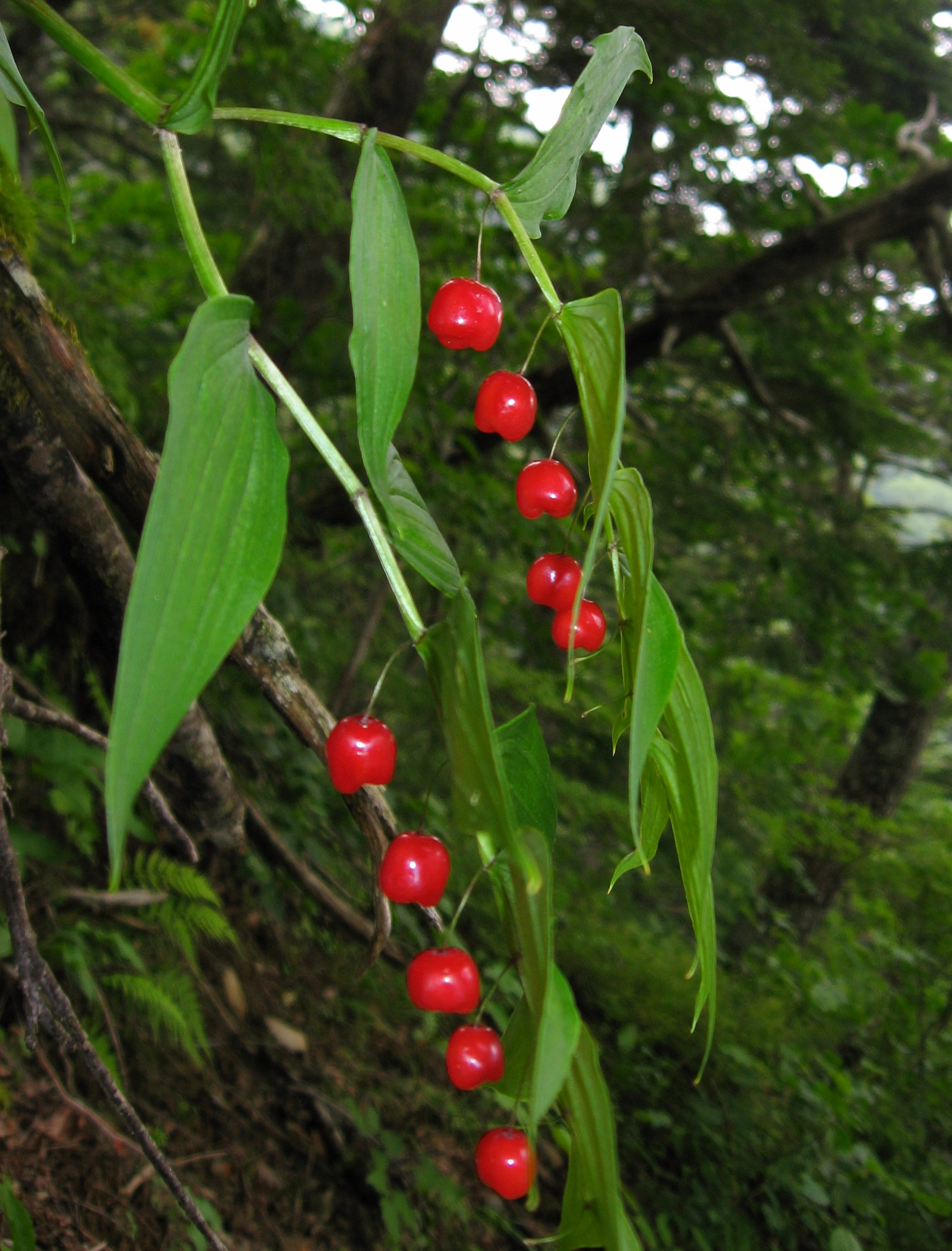
Streptopus streptopoides var. japonicus.

Como fue descrito en los antecedentes históricos, la definición de Liliaceae ha cambiado en el transcurso de los años. En el pasado se trató a la familia como un gran conjunto heterogéneo (Liliaceae sensu lato) que, más recientemente, fue dividido en numerosas familias segregadas. En la circunscripción moderna de Liliaceae se considera que la familia está compuesta por 16 géneros y 635 especies, los cuales se listan a continuación:
- Calochortus Pursh (incl.: Cyclobothra Sweet).
- Cardiocrinum (Endl.) Lindl.
- Clintonia Raf.
- Erythronium L.
- Fritillaria L. (incl.: Orithyia D.Don, Petilium Ludw., Rhinopetalum Fisch. ex D.Don, Korolkowia Regel, Theresia K.Koch)
- Gagea Salisb.
- Lilium L.
- Lloydia Salisb. ex Rchb. (incl.: Giraldiella Dammer).
- Medeola L.
- Nomocharis Franch.
- Notholirion Wall. ex Boiss.
- Prosartes D.Don (sin.: Disporum Salisb.)
- Scoliopus Torr.
- Streptopus Michx.
- Tricyrtis Wall. (incl.: Brachycyrtis Koidz., Compsoa D.Don)
- Tulipa L. (incl.: Amana Honda)

Los géneros más representados son Fritillaria (100 especies), Gagea (90 especies), Tulipa (80 especies), Lilium (80 especies), y Calochortus (65 especies).

## Importancia económica

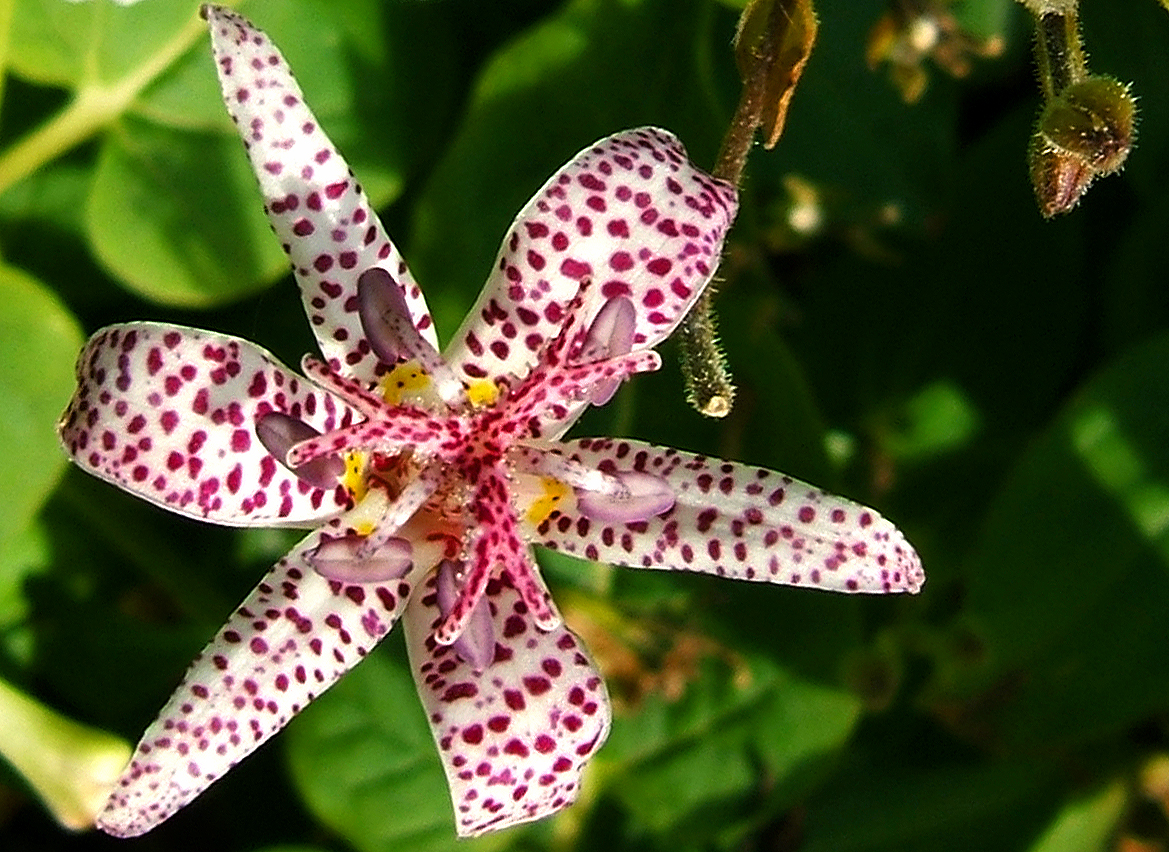
Tricyrtis, detalle de la flor, las manchas de colores o tonos diferentes en los tépalos son bastante usuales en las Liliáceas.

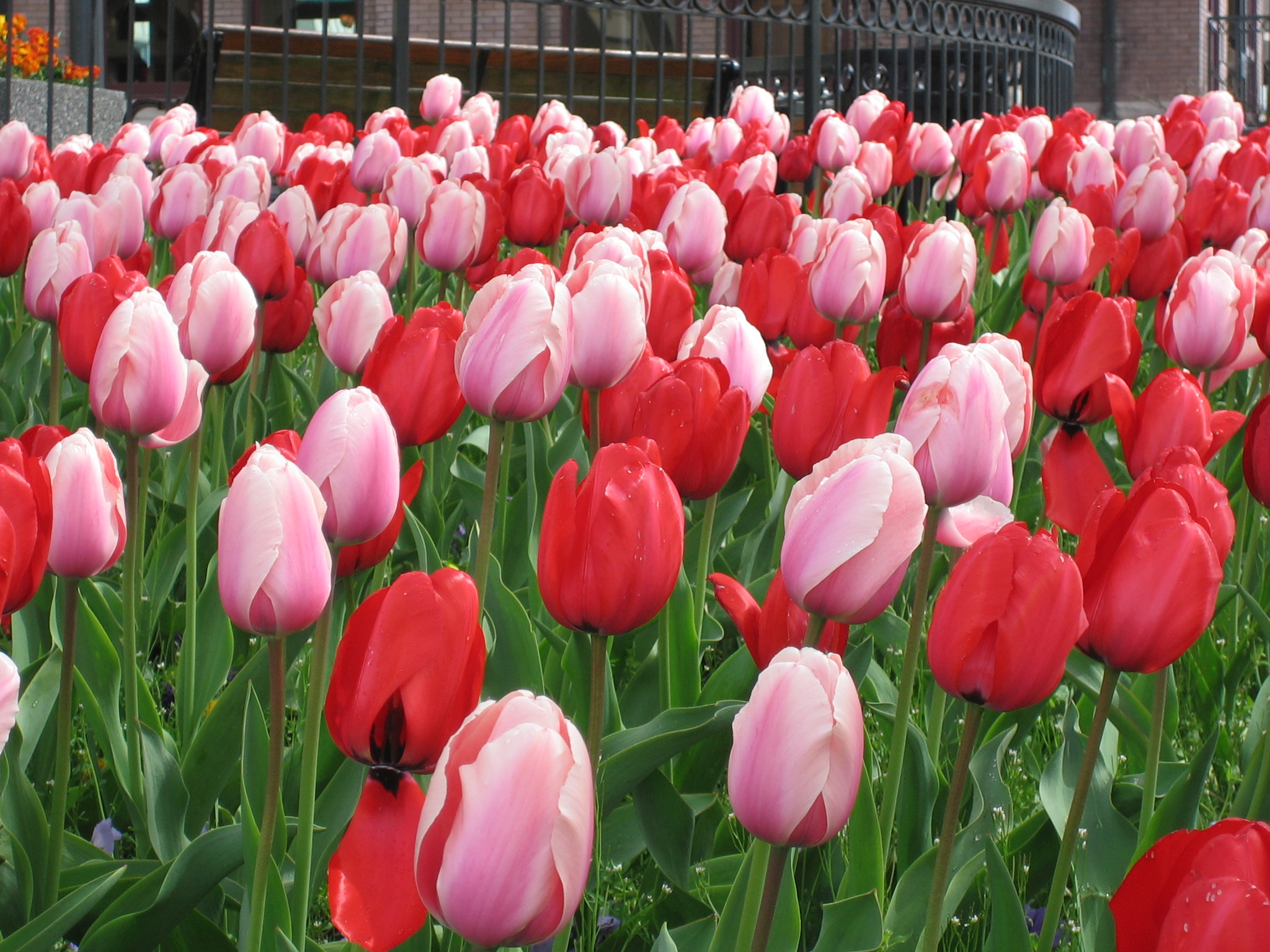
Los tulipanes (Tulipa sp.) son muy apreciados como flor de corte.

Véase también: Plantas bulbosas, Floricultura
Muchas especies de los géneros Tulipa ("tulipán"), Fritillaria ("ajedrezada"), Lilium ("lirio", "azucena"), Calochortus y Erythronium son cultivadas como plantas ornamentales en todo el mundo. No obstante, los tulipanes y las azucenas o lirios son las de mayor importancia económica dentro de la familia, como se describe a continuación.

### Tulipán
El tulipán se cultiva con dos objetivos principales, la producción de flor cortada y la de bulbos secos. Estos últimos se destinan, a su vez, a satisfacer la demanda de bulbos para parques, jardines y uso hogareño y, por otro lado, para proveer los bulbos necesarios para la producción de flor cortada. El comercio internacional de flor cortada tiene un valor global aproximado de 11 000 millones de Euros, lo cual provee una magnitud de la importancia económica de esta actividad. 
El principal país productor de bulbos de tulipán es Países Bajos, país que concentra el 87 % del área mundial cultivada, la cual es de aproximadamente 12 000 hectáreas. Los bulbos de esta especie se producen significativamente en otros 14 países, encabezados por Japón, Francia y Polonia. La mayoría de estos países utiliza los bulbos obtenidos para su propia producción de flor cortada o para abastecer su mercado minorista de bulbos secos. Países Bajos, sin embargo, aparte de ser el principal productor internacional de bulbos, es la excepción a esta generalización. De hecho, produce aproximadamente 4000 millones de bulbos anualmente, de los cuales el 53 % se usan en el mercado de flor cortada y los restantes se utilizan en el mercado de bulbos secos. De los bulbos destinados al mercado de flor cortada, Países Bajos utiliza el 57 % para satisfacer su mercado interno y el resto lo exporta a varios países, dentro y fuera de la Unión Europea.

### Lirios y azucenas
De modo similar que en el caso de los tulipanes, la mayor área de producción de las variedades de Lilium se concentra en Países Bajos (76 % de área mundial). Otros 9 países, encabezados por Francia, Chile, Japón, Estados Unidos y Nueva Zelanda, producen azucenas a escala significativa.
La mitad de los países productores utilizan los bulbos que producen en la industria de la floricultura y solo una pequeña proporción se destina al mercado de ventas de bulbos secos. Países tales como Países Bajos, Francia, Chile, Nueva Zelanda y Australia utilizan los bulbos producidos para abastecer no solo su mercado interno, sino también para exportarlos. Países Bajos produce alrededor de 2200 millones de bulbos de lirio anualmente, de los cuales el 96 % se utiliza para su propia producción de flores y el resto es exportado a países de la Unión Europea principalmente.